# Ligne D du tramway de Strasbourg
Pour les articles homonymes, voir Ligne D.
La ligne D du réseau de transports en commun de l'Eurométropole de Strasbourg est une ligne de tramway. Exploitée par la Compagnie des transports strasbourgeois (CTS), il s'agit de la seule ligne transfrontalière du réseau, de la France à l'Allemagne, et la seule ligne de tramway française transfrontalière.
Elle relie la station Poteries, dans le quartier du même nom, à la station Kehl Rathaus, dans la commune allemande de Kehl, en passant par la Gare Centrale et le centre-ville de Strasbourg. La ligne est mise en service le 31 août 1998 et était alors la deuxième ligne du nouveau tramway de Strasbourg, elle a connu quatre extensions.

## Histoire

### L'ancien réseau
Le 20 juillet 1878, la première ligne de tramway de Strasbourg est inaugurée entre Hœnheim, la place Kléber et le pont du Rhin. Après l'abandon du tracé primitif par la rue d'Austerlitz et la rue Alsace-Lorraine, son itinéraire correspond à celui de l'actuelle ligne D entre les stations Porte de l'Hôpital et Aristide Briand, l'actuel terminus. Le prolongement depuis cette station jusqu'à Kehl ne sera qu'une reconstitution de l'ancienne ligne 1, prolongée à son tour pour Kehl le 14 mars 1897. La traction se fait initialement par des chevaux en centre-ville, au sein des fortifications ; des locomotives à vapeur prenant le relais à la place de Pierre respectivement à la place d'Austerlitz en direction de Kehl. L'écartement est de 1 435 mm jusqu'à la reconversion de la totalité du réseau à la voie métrique en 1898/99 accompagnée de son électrification.
La station Ancienne sygnagogue / les Halles, autrefois Place de la Halle / ancienne gare, était le point de départ des lignes interurbaines de Truchtersheim, Westhoffen et Ottrott jusqu'à leur fermeture respective au service voyageurs le 4 octobre 1953, le 19 août 1953 et le 31 mars 1955. Leurs convois quittaient la ville par la rue du Faubourg-de-Saverne, et les trains pour Ottrott passaient par la gare centrale par l'itinéraire de l'actuelle ligne C.
Le 4 avril 1957, la ligne 1 de l'ancien réseau de tramways cesse de circuler entre la gare centrale et le pont Vauban, le pont de Kehl n'étant à ce moment plus accessible en raison de la fermeture provisoire du pont Vauban qui lui précède. La section entre les actuelles stations Landsberg et Aristide Briand perd donc sa desserte par tramways.
Le 30 avril 1960 avec la fin du service, la dernière ligne de l'ancien réseau, la ligne 4 Neuhof Forêt - Hœnheim, est supprimée à son tour. Elle emprunta le parcours de l'actuelle ligne D entre Porte de l'Hôpital et Landsberg.

### La ligne D
Le 31 août 1998, la ligne D du tramway de Strasbourg est mise en service entre Rotonde et Étoile Polygone : la nouvelle ligne emprunte sur la quasi-totalité de son parcours, les voies de la ligne A, permettant ainsi de renforcer la fréquence des rames dans le centre-ville, en heure de pointe.
Le 25 août 2007, la ligne est prolongée de la station Étoile Polygone jusqu'au nouveau terminus Aristide Briand. Ainsi, elle devient une ligne comme les autres en termes d'amplitude horaire. Désormais, les lignes C et D partagent un même tronçon sur 600 mètres entre les stations Landsberg et Jean Jaurès. Ces prolongements créent un nouvel axe nord-sud desservant la partie est du centre-ville.
Le 30 novembre 2013, l'extension de la ligne de la station Rotonde jusqu'à la nouvelle station Poteries est inaugurée. Elle continue de doubler la ligne A jusqu'à la station Dante, puis bifurque en direction du Lycée Marcel Rudloff et de son nouveau terminus Poteries. Initialement, ce prolongement aurait dû être assumé par la ligne A, qui aurait alors comporté une fourche. Début 2011, le choix technique s'est plutôt porté sur une extension de la ligne D de la station Rotonde jusqu'à la station Dante en empruntant la voie existante de la ligne A, et de Dante jusqu'au lycée Marcel Rudloff sur une voie nouvelle.

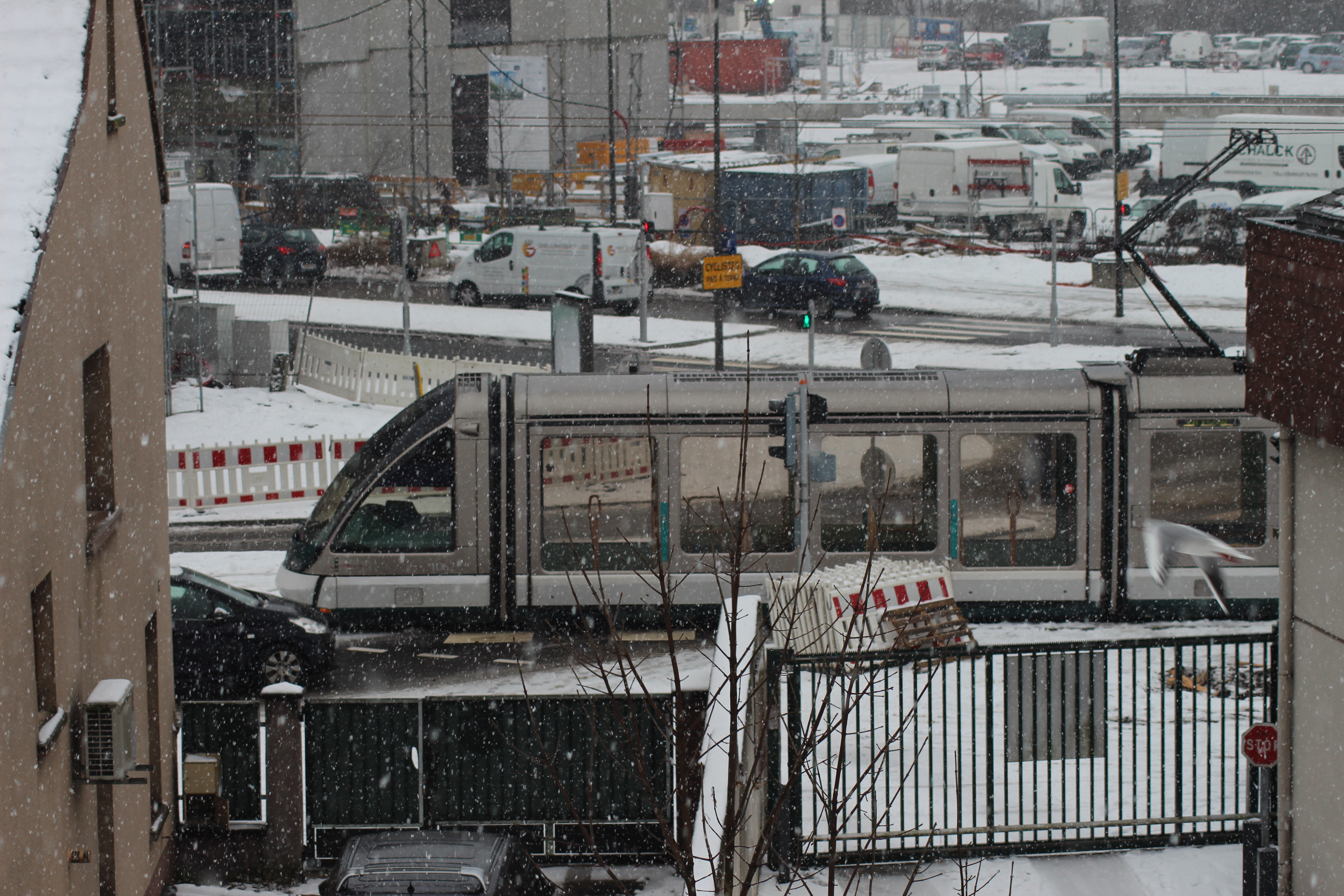
Un essai sur l'extension de la ligne, au Port du Rhin
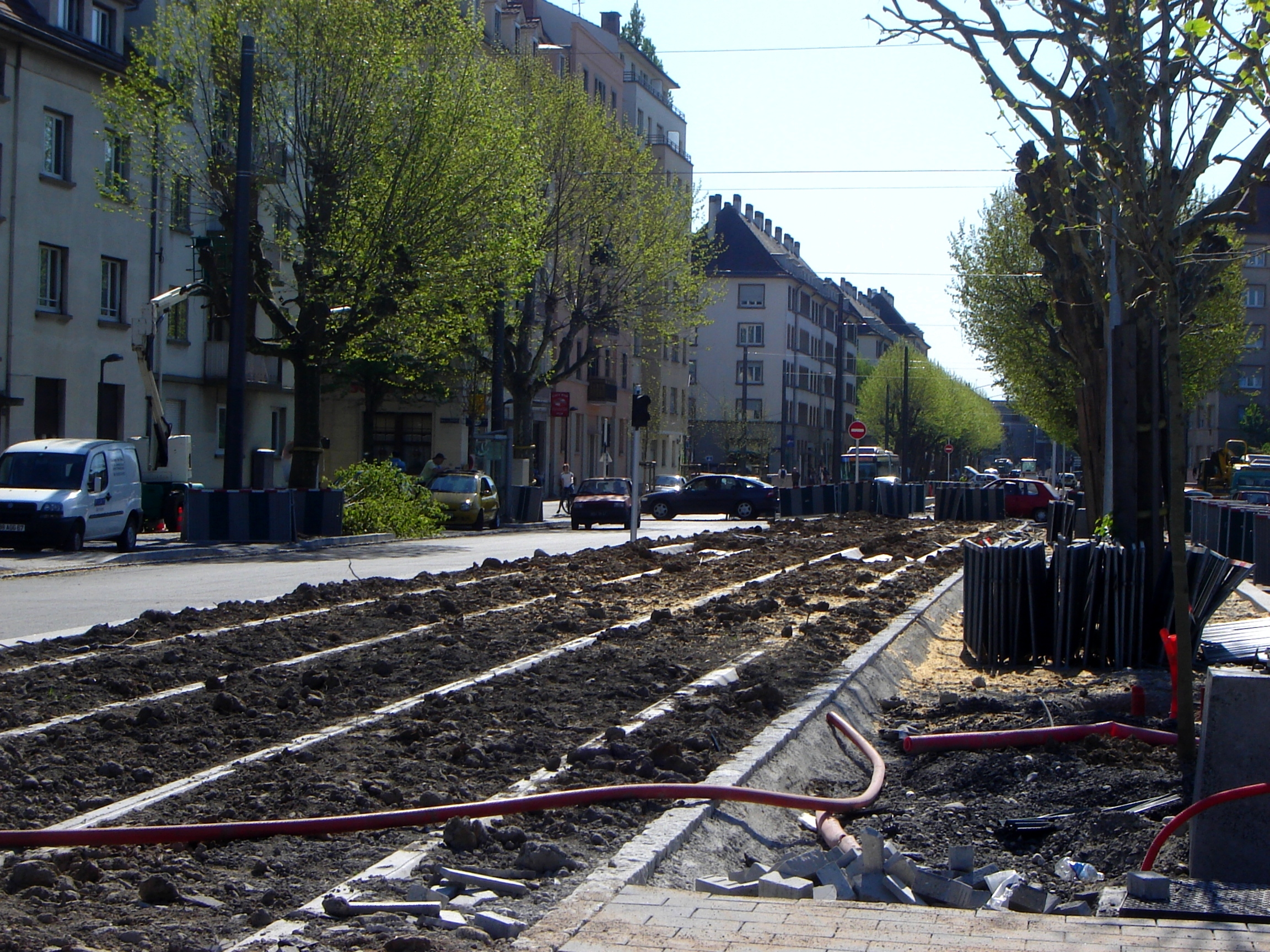
Chantier du terminus Aristide Briand en 2007
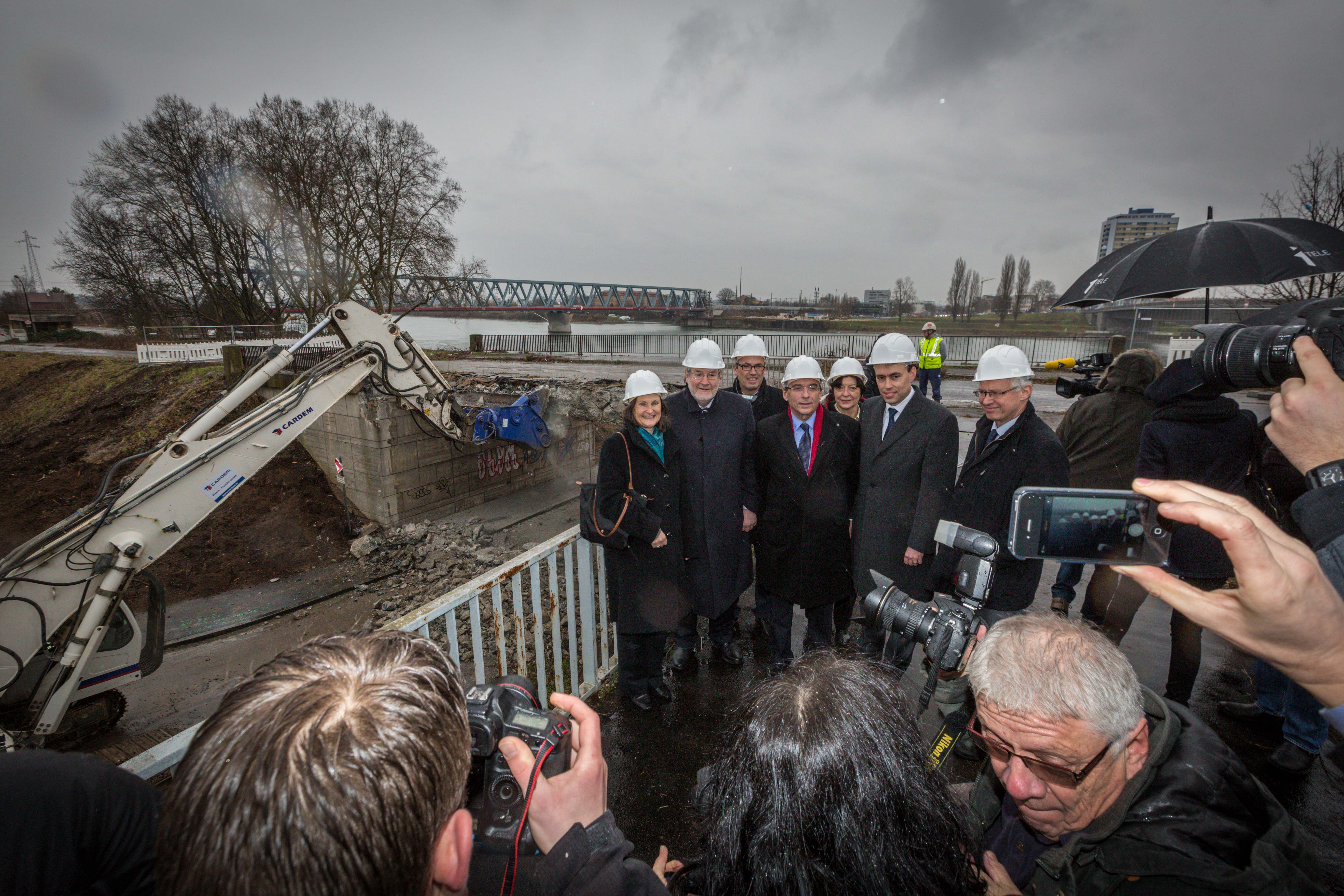
Lancement des travaux d’extension de la ligne D du tramway vers Kehl le 26 février 2014

### Extension vers Kehl

#### Travaux
En octobre 2013, le projet de prolongement transfrontalier à Kehl, long de 2,7 km,,, obtient un avis favorable des commissaires enquêteurs, et le 26 février 2014, le chantier est lancé. Pour un coût de 105 millions d'euros – avec une importante participation des autorités allemandes – la ligne reliera la gare de Kehl puis la mairie de cette même commune dans un second temps, avec un total de quatre nouvelles stations. Les 24 et 25 septembre 2016, avec l'opération cap vers l'est, le public est invité à découvrir l'extension vers Kehl en parcourant à pied le tracé, notamment les deux nouveaux ponts au-dessus du bassin Vauban et du Rhin, ou en empruntant une draisine (entre Aristide Briand et le quartier du port du Rhin).
Le projet est estimé à 87 millions d'euros, en partie financé par la partie allemande,.
Les essais débutent côté français le 10 janvier 2017 et le premier franchissement du Rhin a lieu le 3 février suivant.

#### Inauguration
L'extension de 2,7 km est inaugurée le 28 avril 2017 en présence notamment des maires de Strasbourg Roland Ries et de Kehl Toni Vetrano, et mise en service le lendemain ; initialement le président de la République française François Hollande et de la chancelière allemande Angela Merkel avaient été annoncés mais n'ont pu être présents. Le jour de la mise en service est mouvementé pour la CTS. La ville de Strasbourg organise TramFest, un événement spécial pour l'occasion où une animation est proposée à chaque station, notamment les futures stations Citadelle et Starcoop où les rames du tramway s'arrêtent donc exceptionnellement. La ligne D est également gratuite pour la journée. Beaucoup de personnes sont au rendez-vous pour voir après 75 ans, une rame franchir le Rhin.

#### Seconde extension en Allemagne
Le 23 novembre 2018, est mise en service une seconde extension de 1,1 km jusqu'à la mairie de Kehl, avec deux stations supplémentaires.
Cette extension a été inaugurée le 8 décembre 2018 par les maires de Strasbourg Roland Ries et de Kehl Toni Vetrano, et le président de l’Eurométropole de Strasbourg Robert Herrmann, accompagnée d'un marché de Noël associatif et de célébrations diverses.

#### Stations et matériel roulant
Ce prolongement est constitué de six stations, dont deux seront ouvertes ultérieurement, Citadelle, qui permettra de desservir le futur quartier du même nom, et Starcoop. La dernière station du côté français, Port du Rhin est ouverte au public et en correspondance avec la ligne 2. Enfin, le nouveau terminus, Kehl Rathaus, est lui situé en Allemagne. Cette extension comprend trois ouvrages d'arts, deux ponts et une tranchée couverte. La station Citadelle, intercalée entre Aristide Briand et Port du Rhin est desservie depuis le 20 septembre 2019.
Le matériel roulant est désormais uniquement composé de Citadis, les Eurotrams n'étant pas homologués pour rouler en Allemagne. La législation allemande impose aux rames franchissant le Rhin de posséder des bandes réfléchissantes sur l'avant des rames. Deux types de Citadis sont en circulation sur cette ligne : la première génération, qui circulait déjà sur le réseau avant l'extension, et la deuxième génération, composée de rames commandées pour cette extension. Le jour de l'extension, seules quatre rames nouvelle génération circulent (rames no 3001, 3003, 3004 et 3005), dont deux décorées aux couleurs de l'Europe (rames 3004 et 3005).

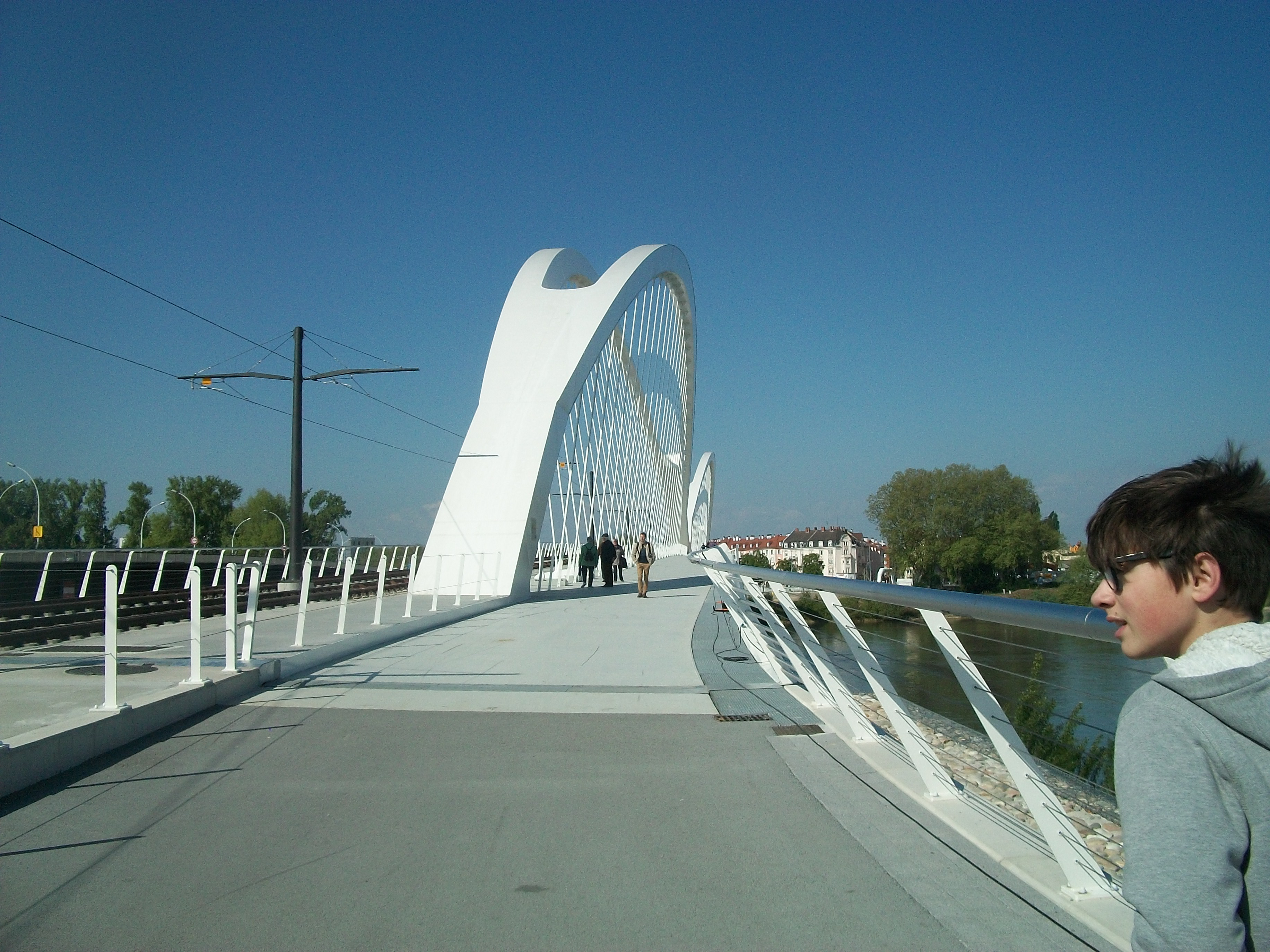
Pont franchissant le Rhin (et donc la frontière franco-allemande)
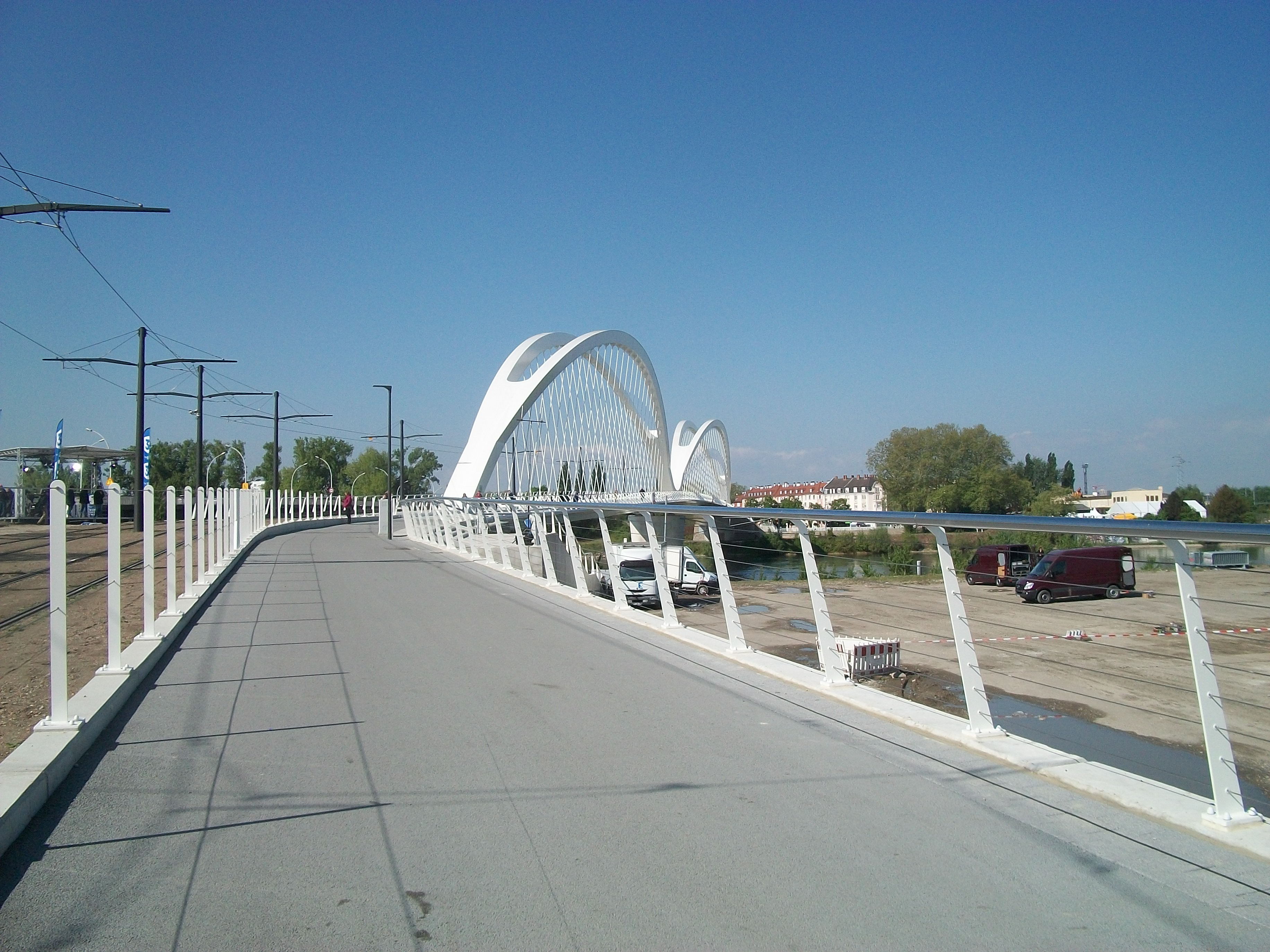
Autre vue du pont
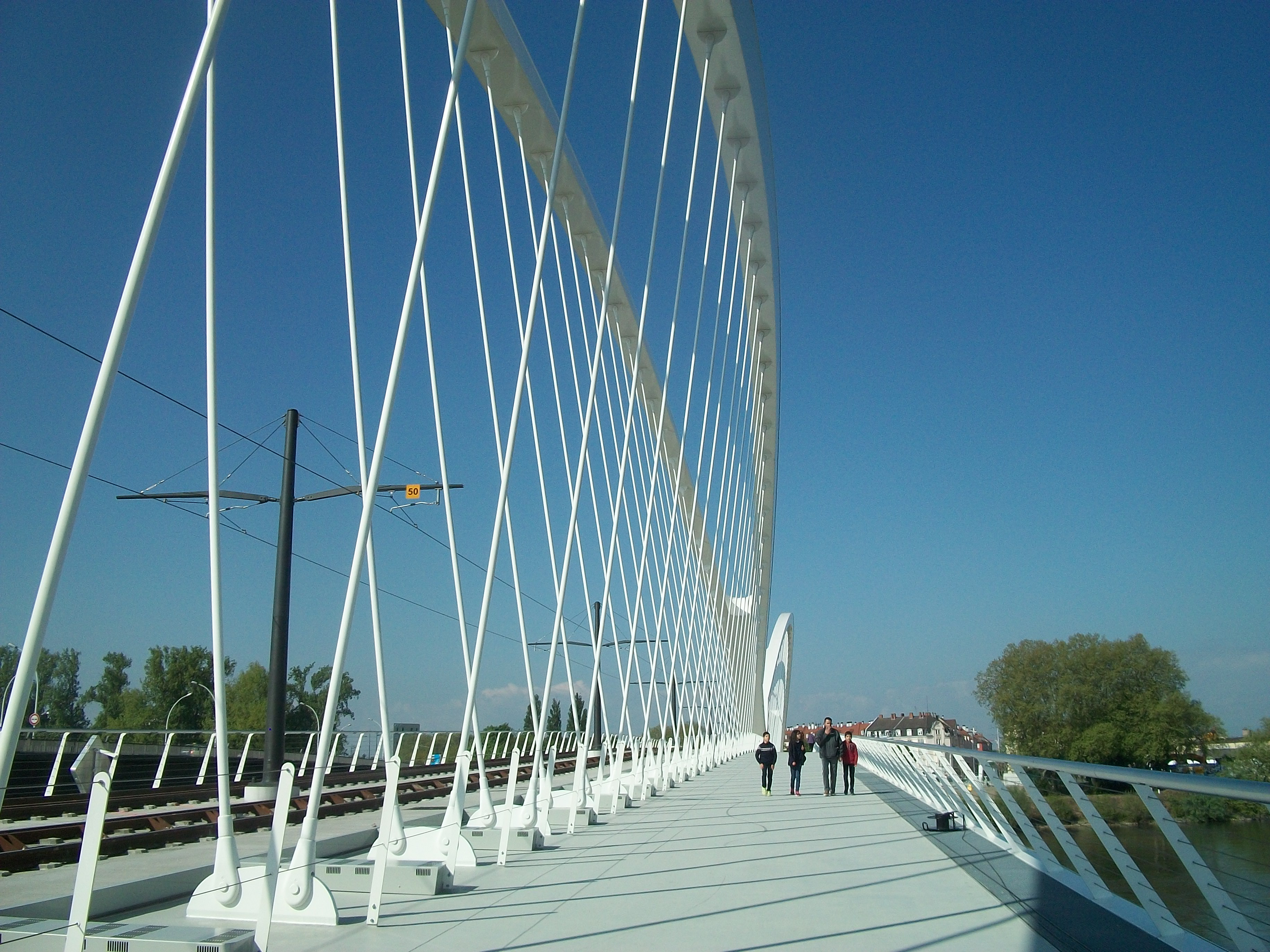
Vue depuis le Pont de Kehl
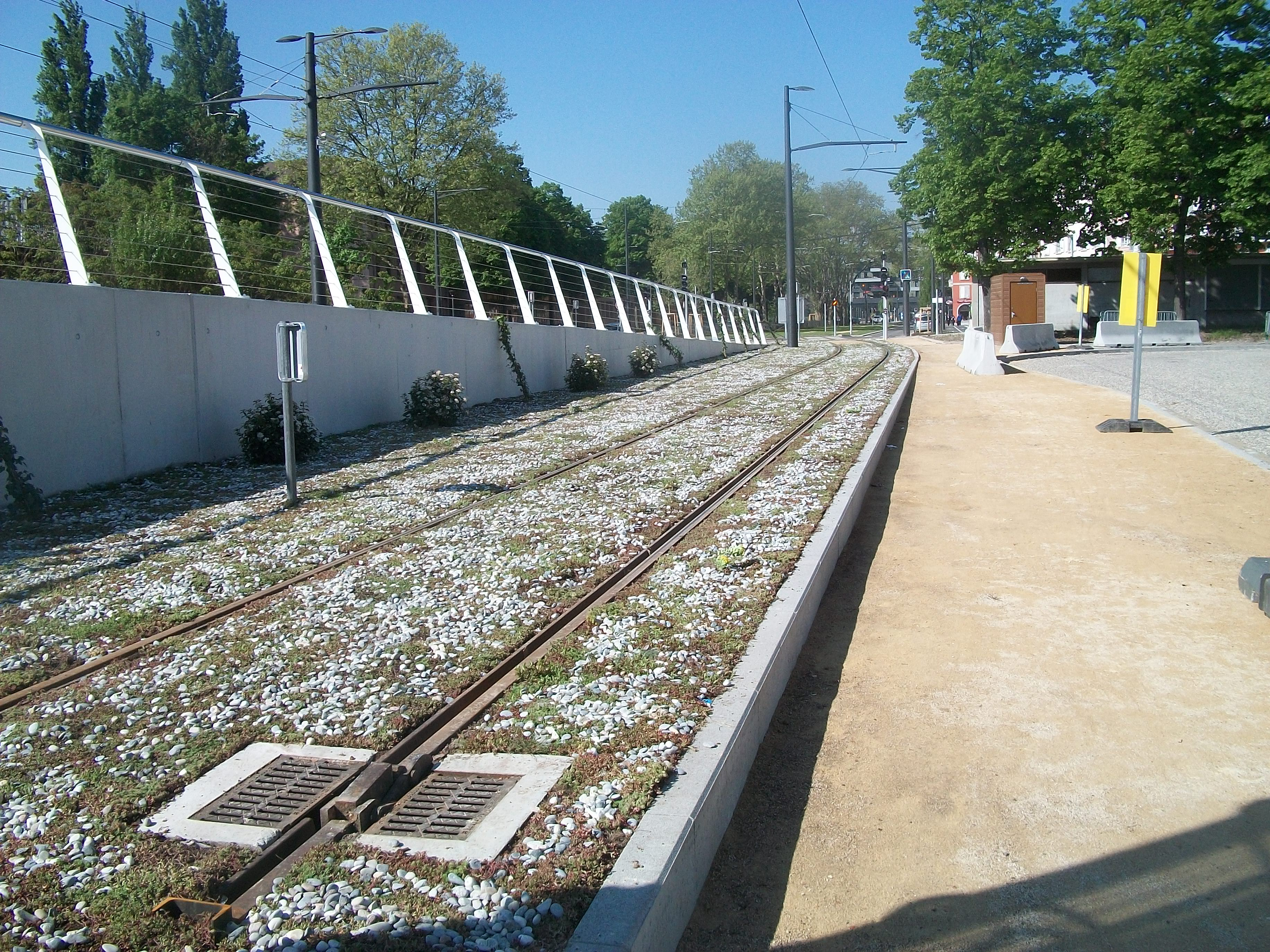
Tiroir de rebroussement de la station Port du Rhin
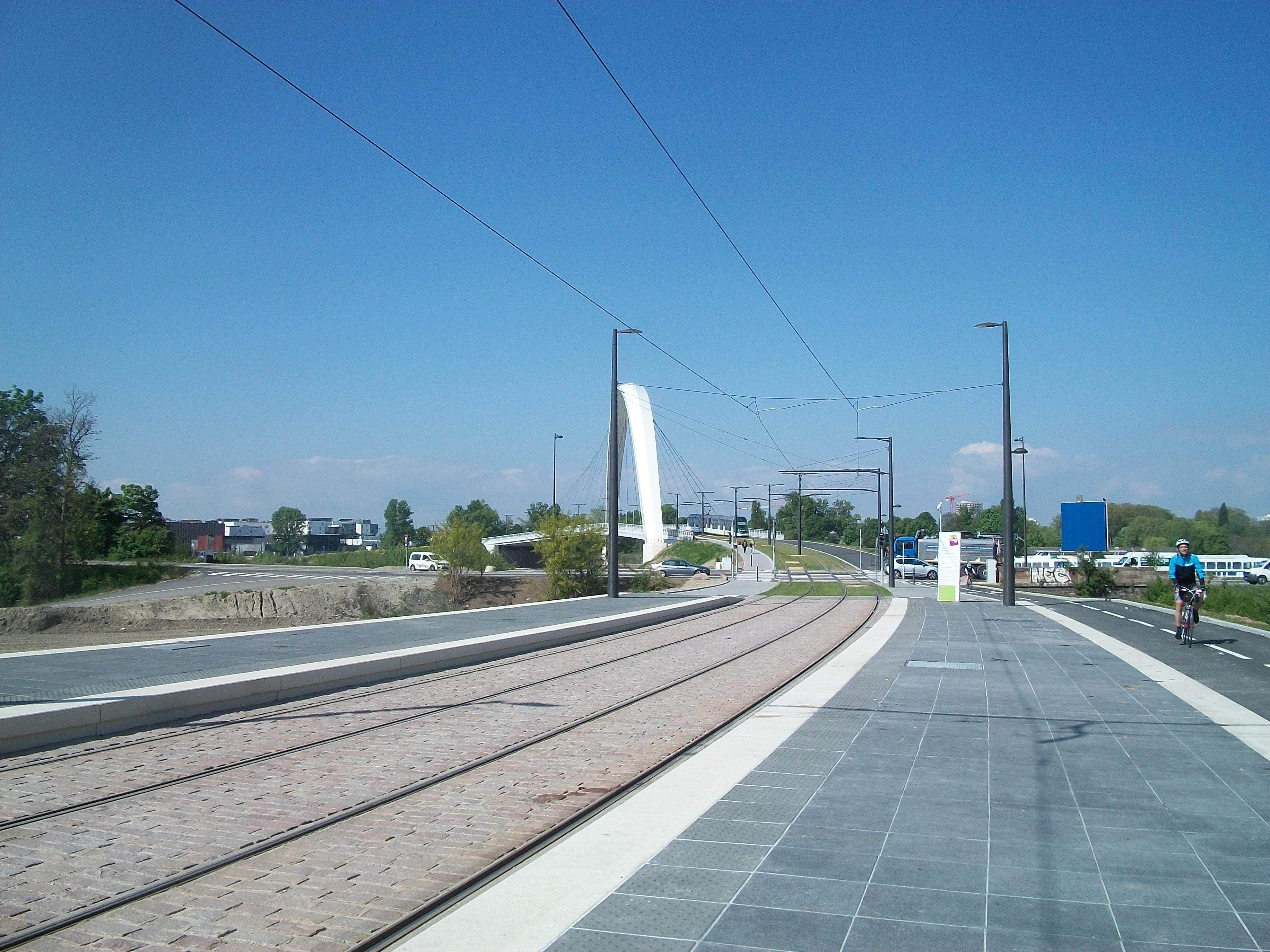
Vue du pont de la Citadelle depuis la future station Starcoop
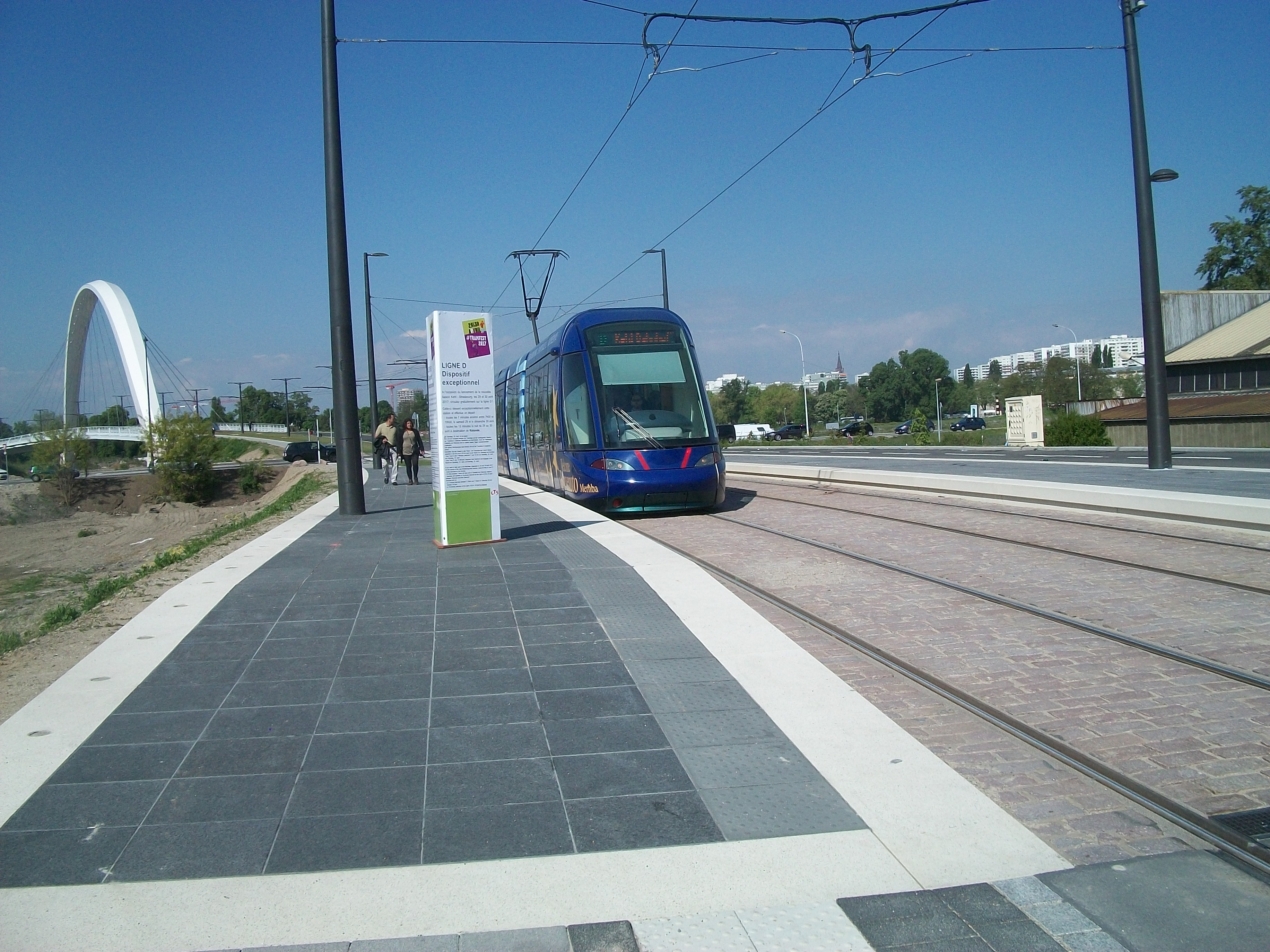
Bandes réfléchissante à l'avant des tramways
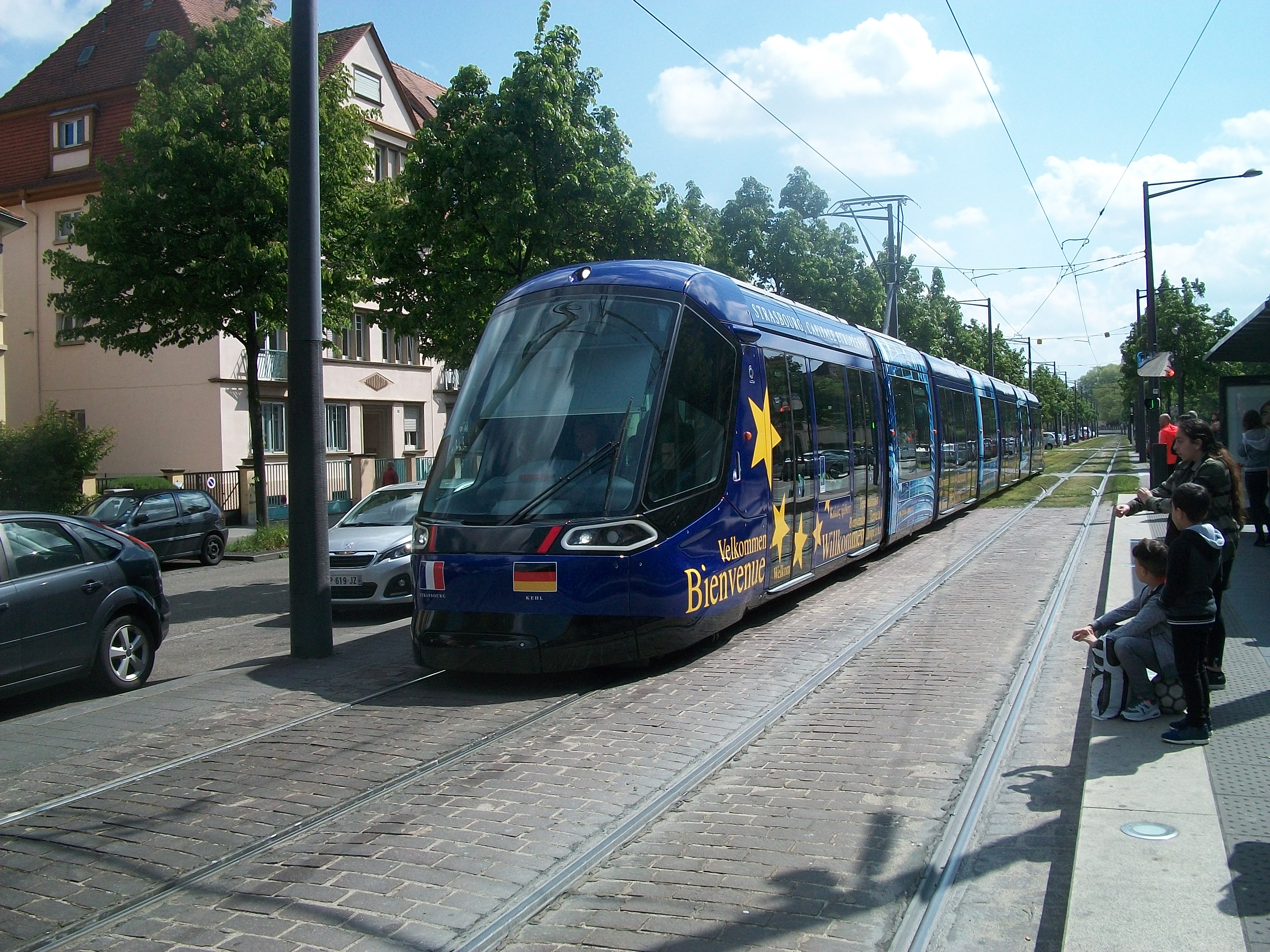
Nouvelle rame Citadis aux couleurs de l'Europe
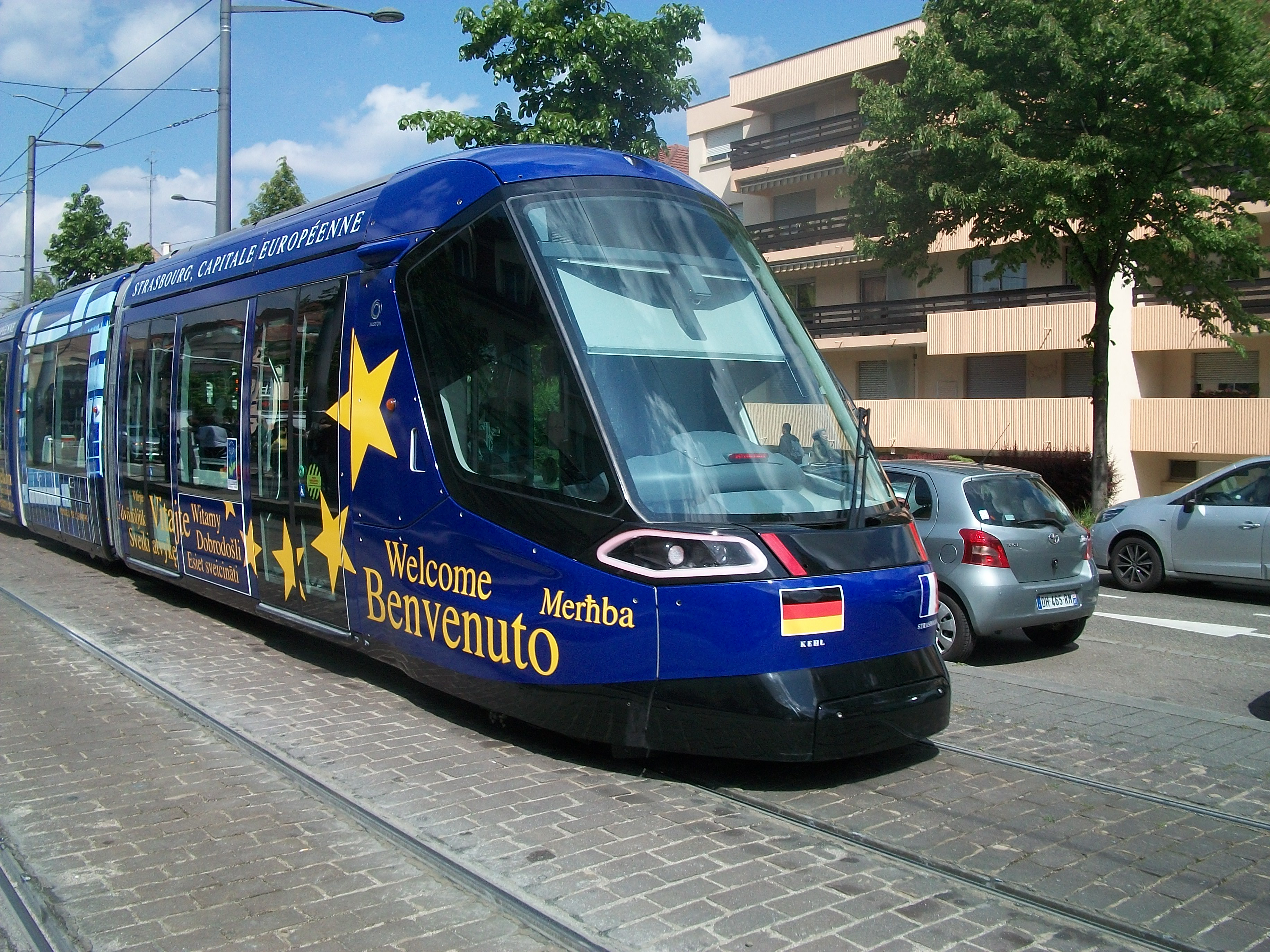
Autre vue de la rame « européenne »
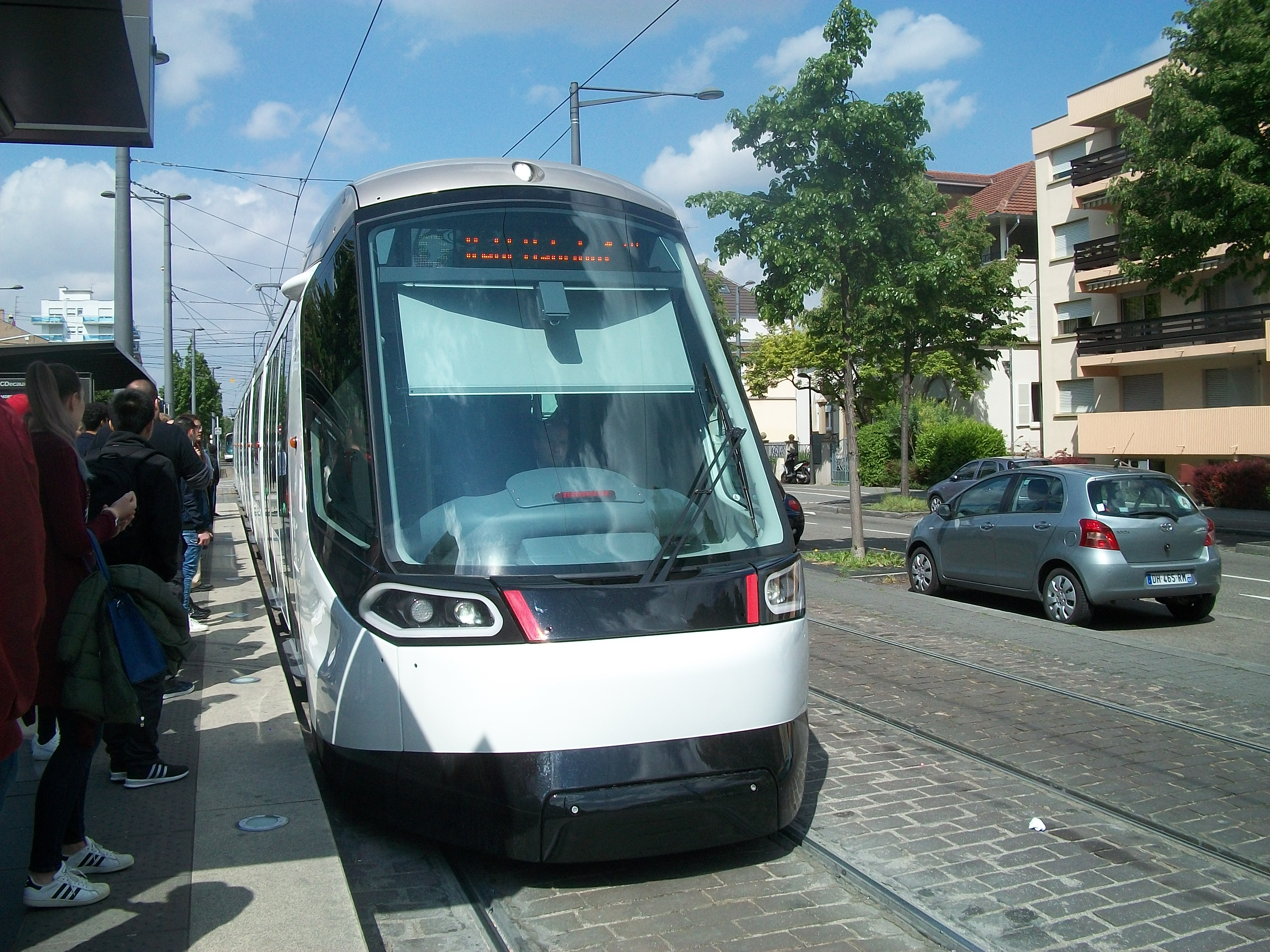
Nouvelle rame Citadis II
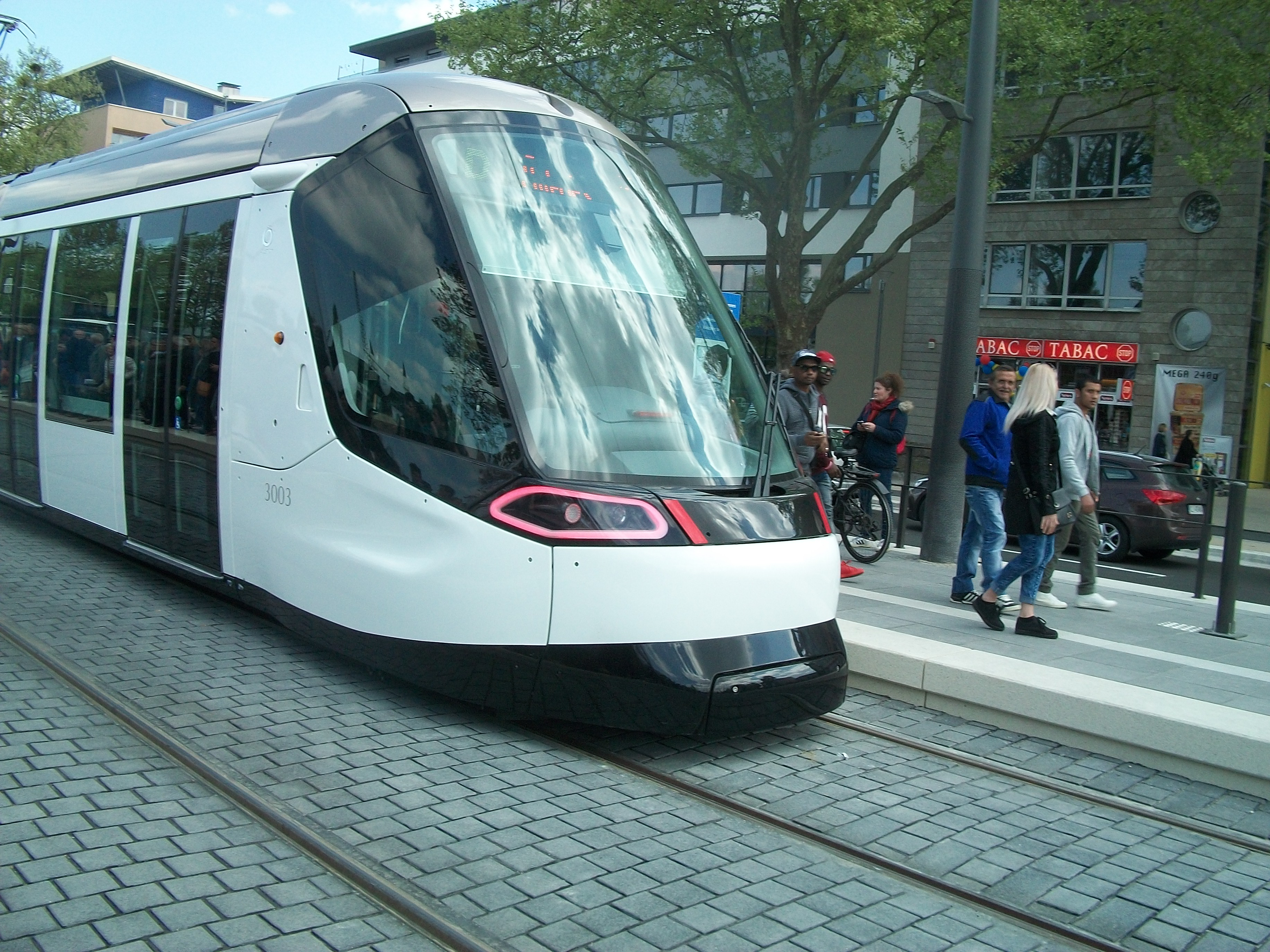
Arrière d'une des rames Citadis II
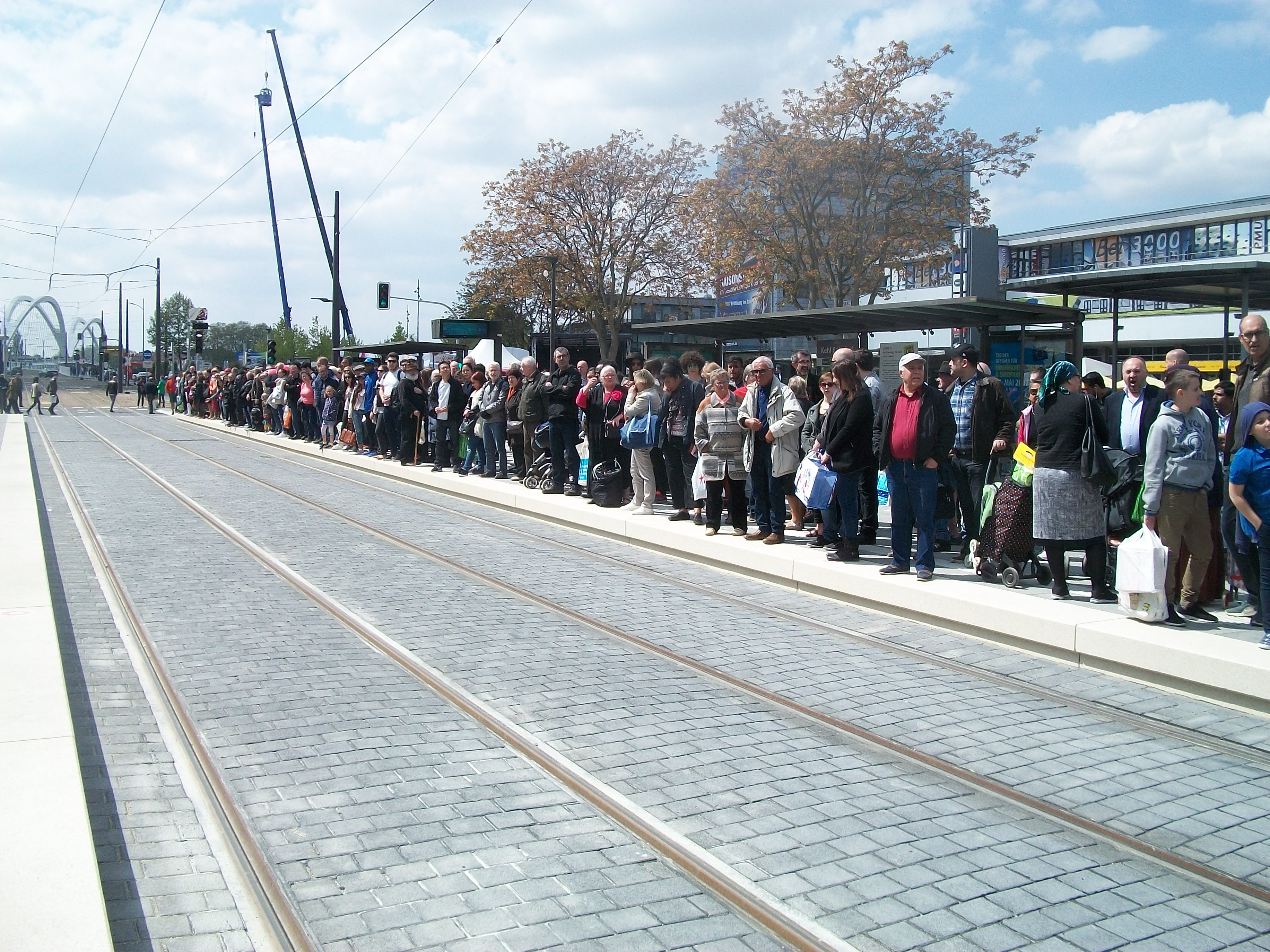
Quais de la station Kehl Bahnhof le jour de l'extension
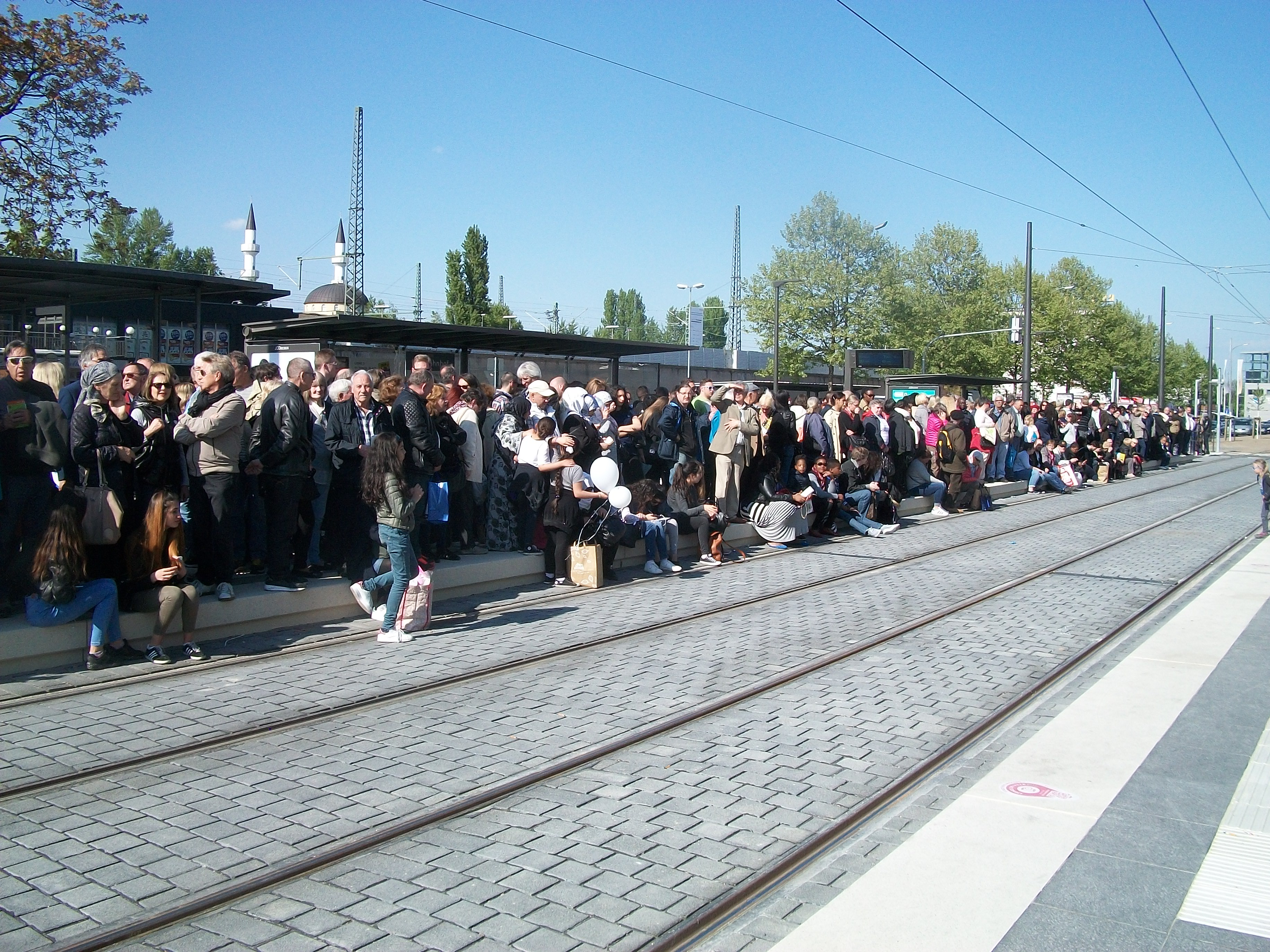
Autre vue des quais le jour de l'extension
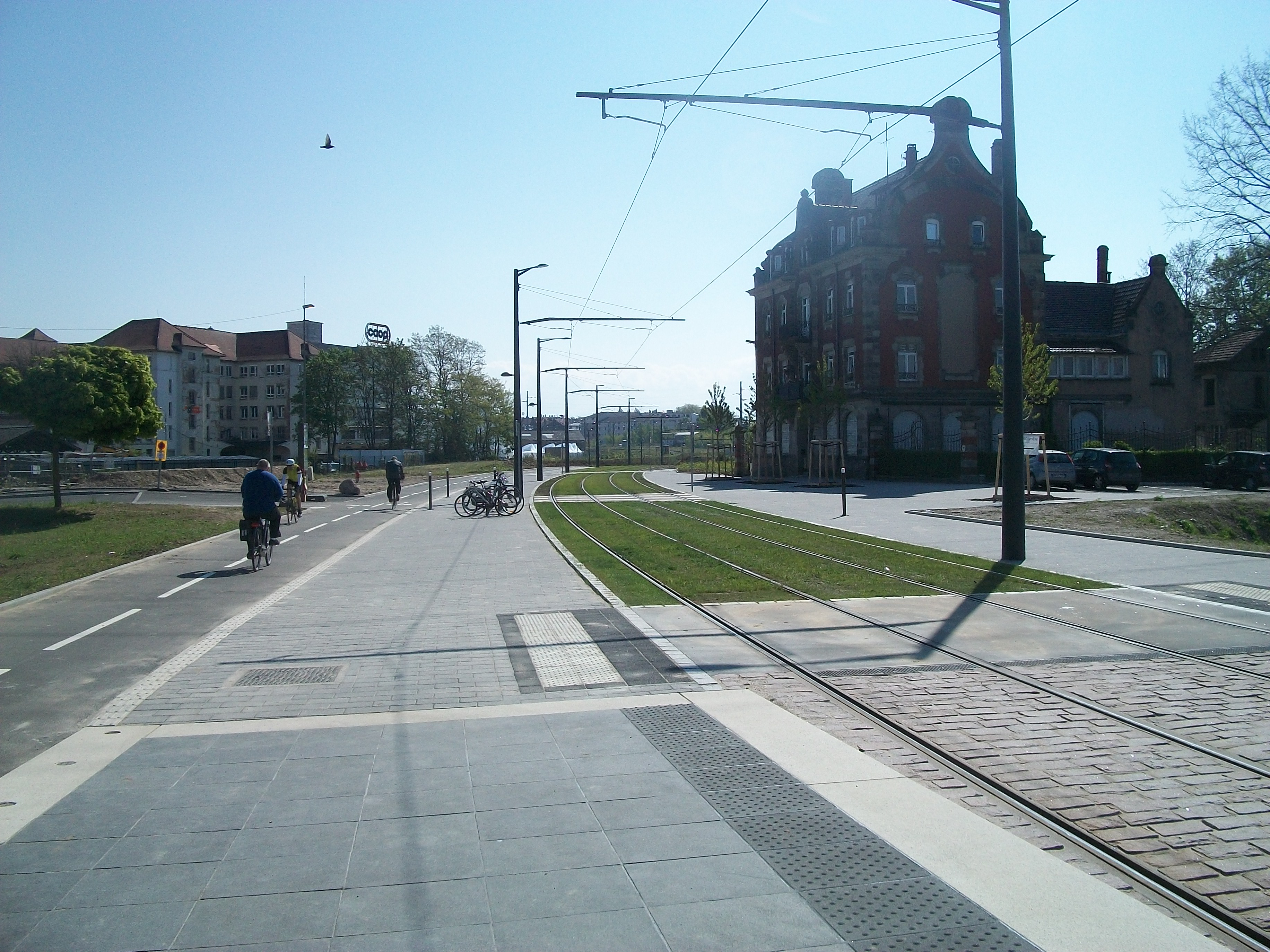
Voies du tramway dans le Port autonome de Strasbourg
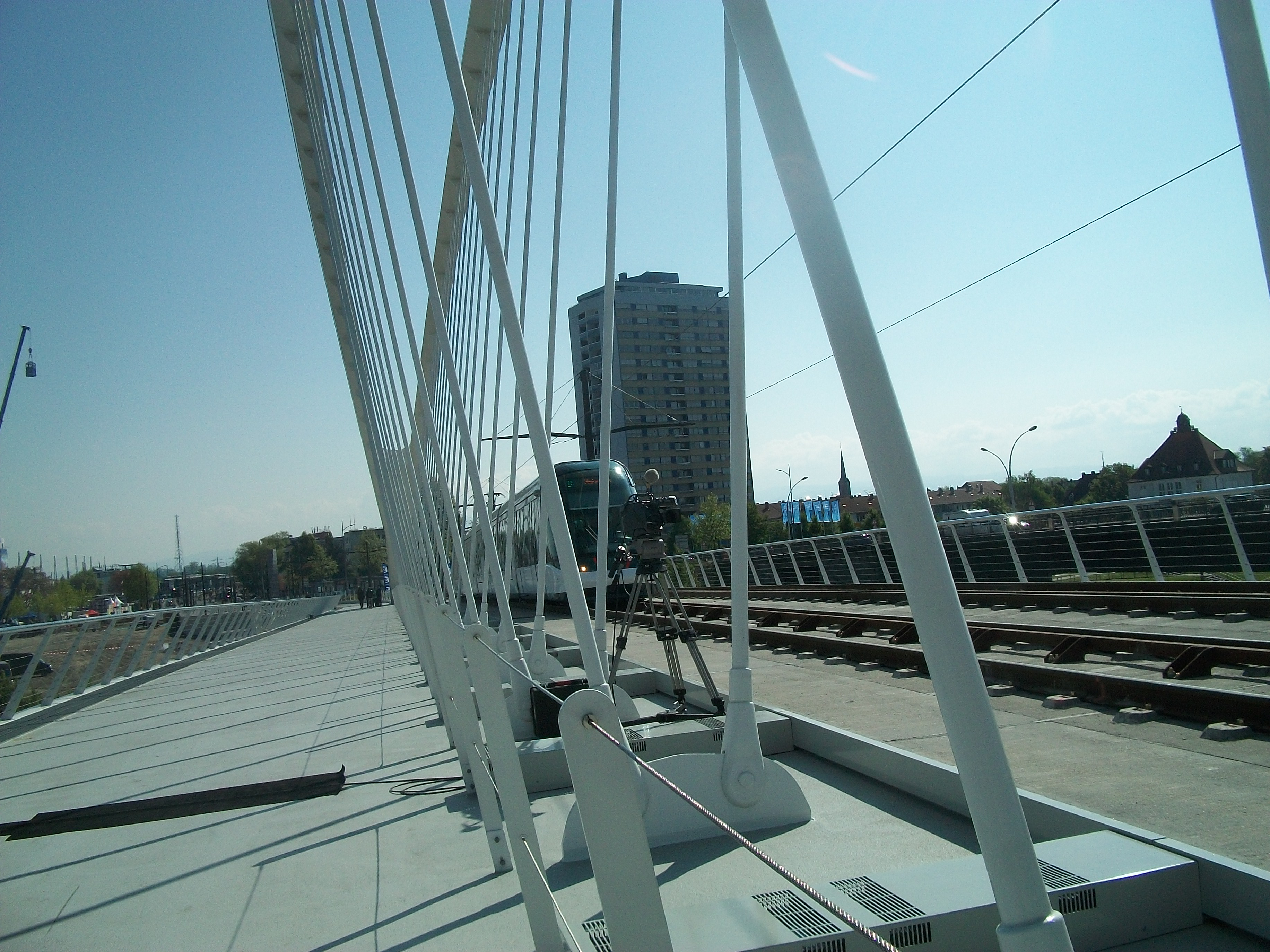
Rame Citadis I franchissant la frontière franco-allemande
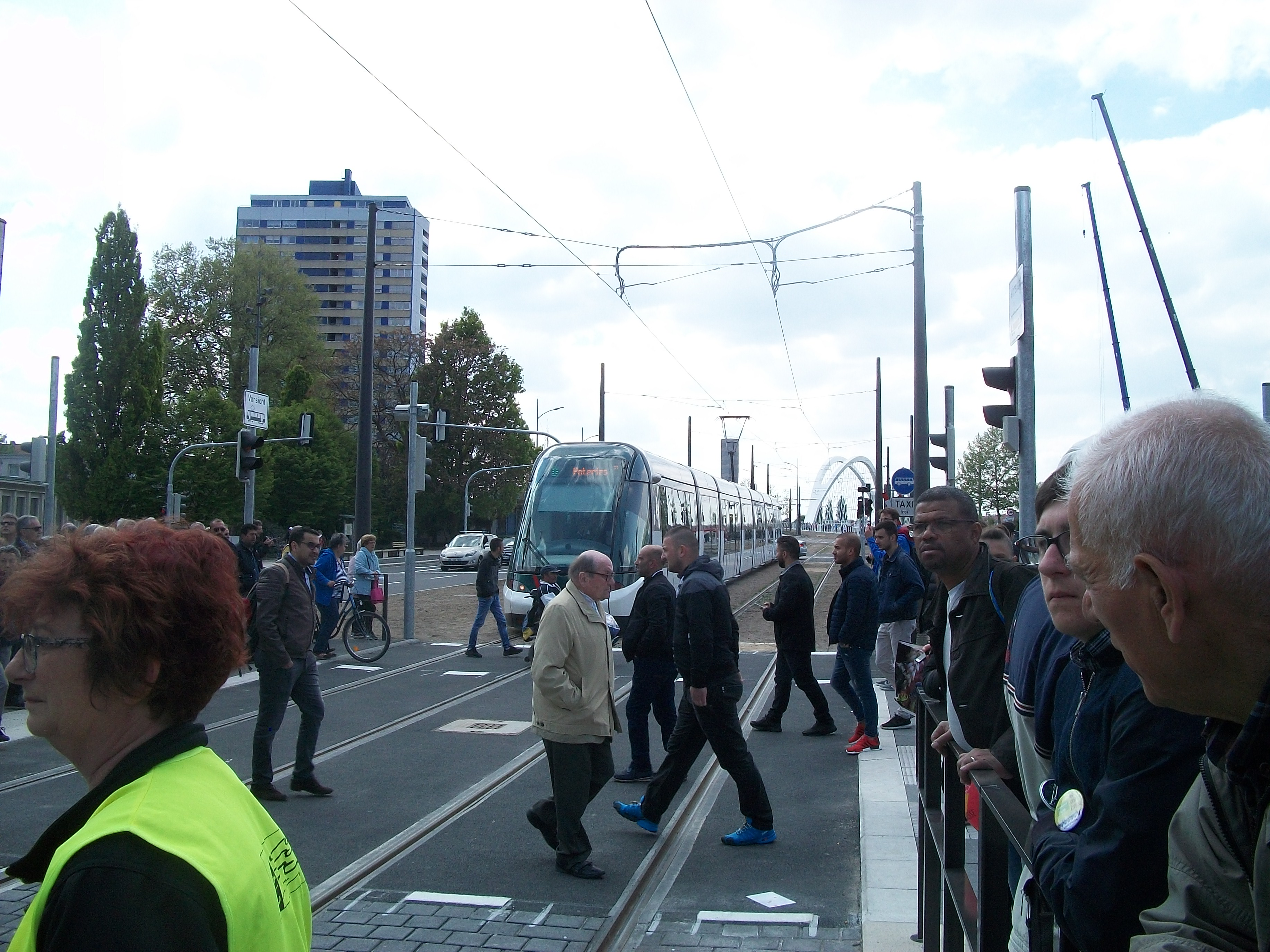
Citadis I arrivant à la station Kehl Bahnhof
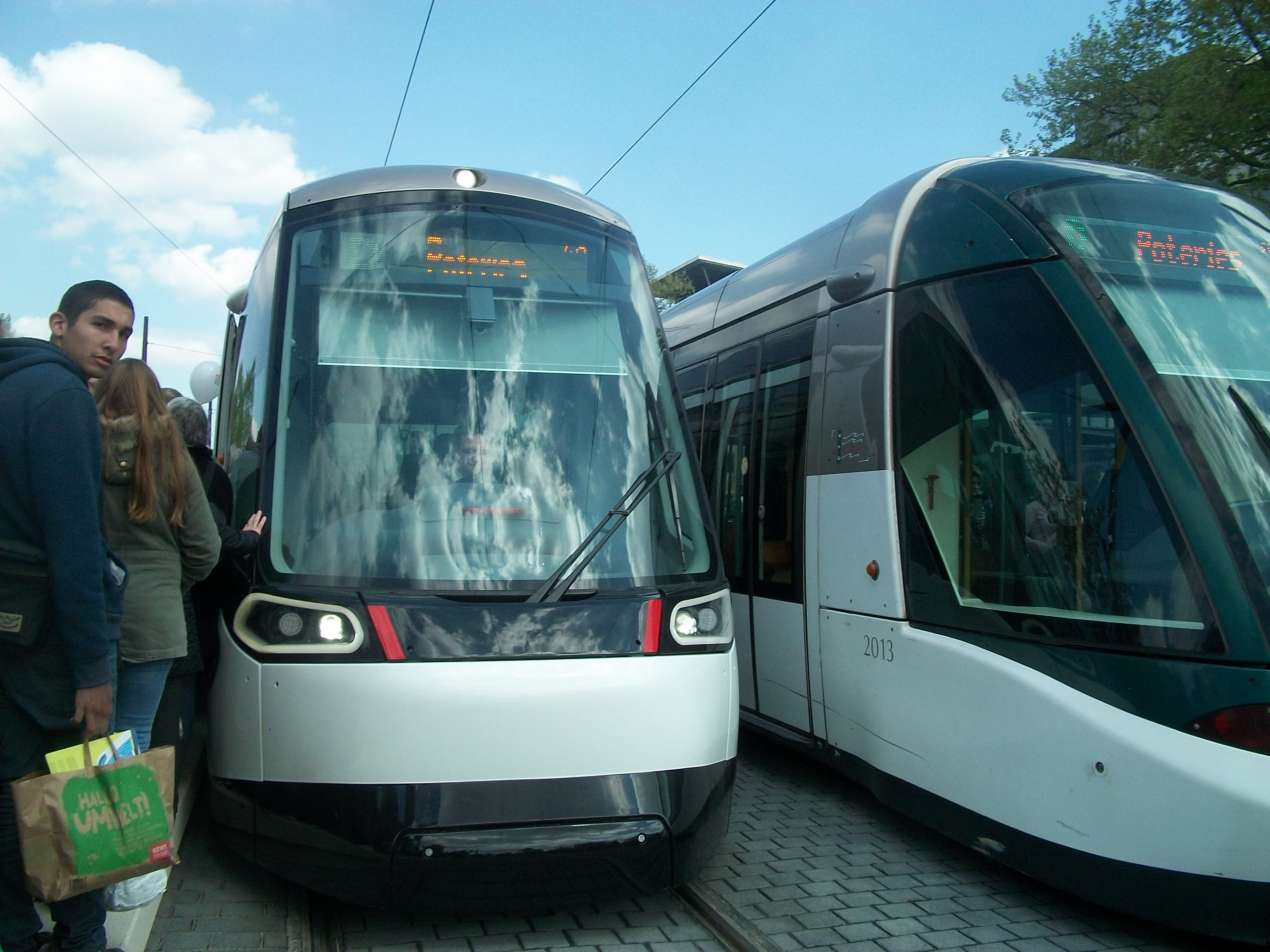
Citadis II (à gauche) et I (à droite) arrêtée à la station Kehl Bahnhof

## Infrastructure

### La ligne

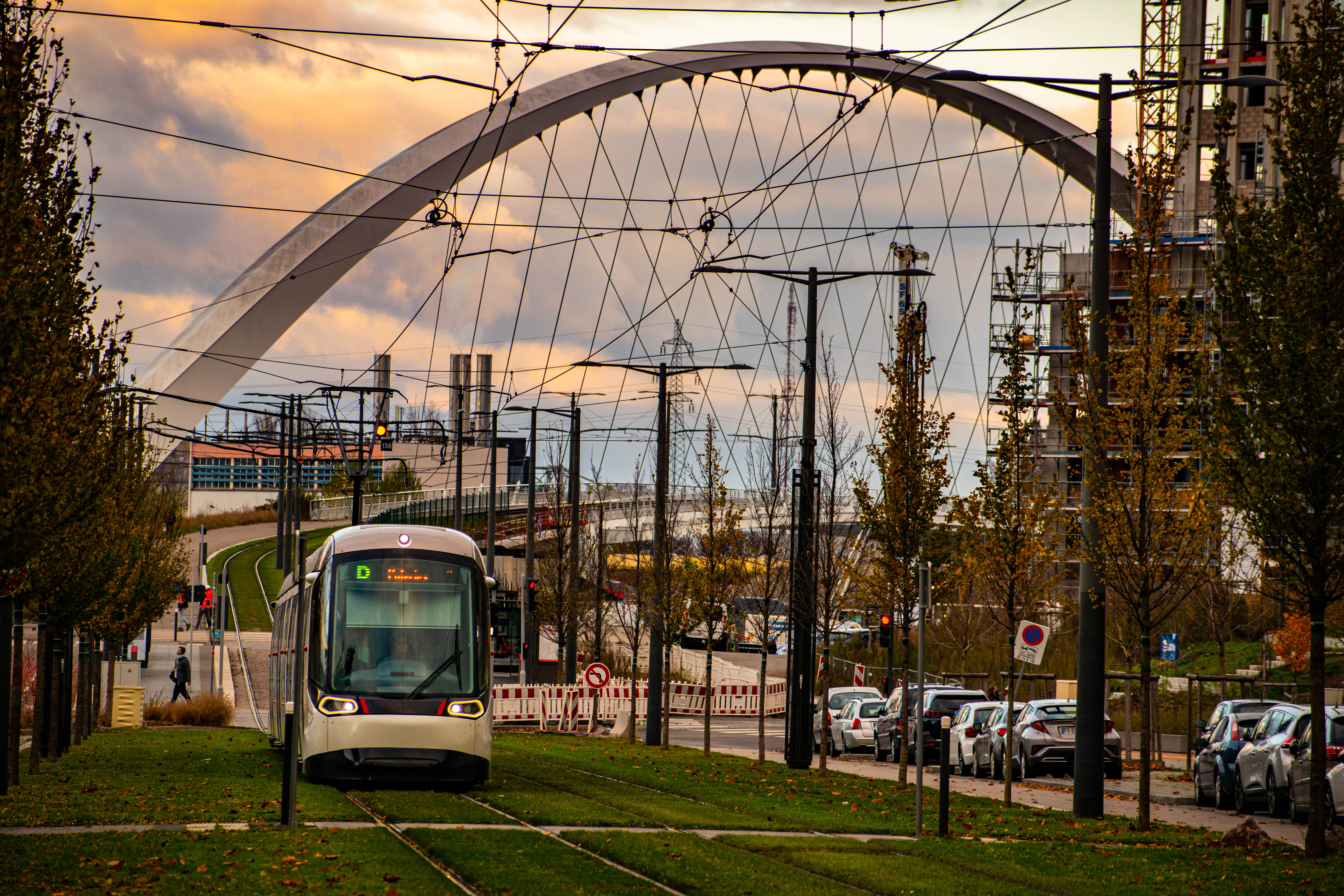
Rame Citadis devant le Pont de la Citadelle

La ligne D du tramway de Strasbourg emprunte les sections suivantes :
- Poteries - Raccordement vers Dante, ouverte le 30 novembre 2013, l'extension de la ligne de la station Rotonde jusqu'à la nouvelle station Poteries est inaugurée. Elle continue de doubler la ligne A jusqu'à la station Dante, l'occasion de la mise en service des prolongements des lignes A et D ;
- Dante - Rotonde, ouverte le 25 novembre 1994, à l'occasion de la mise en service de la ligne A ;
- Rotonde – Raccordement vers Étoile-Polygone, ouverte le 25 novembre 1994, à l'occasion de la mise en service de la ligne A ;
- Raccordement vers Étoile-Polygone - Étoile-Polygone, ouverte le 31 août 1998 à l'occasion de la mise en service de la ligne ;
- Étoile-Polygone – Aristide Briand, ouverte le 25 août 2007, à l'occasion de la mise en service du prolongement de la ligne ainsi que de la ligne C ;
- Aristide Briand – Kehl Bahnhof, ouverte le 28 avril 2017, à l'occasion de la mise en service du prolongement de la ligne en Allemagne ;
- Kehl Bahnhof –  Kehl Rathaus ouverte le 23 novembre 2018, à l'occasion de la mise en service du second prolongement de la ligne en Allemagne.

### Les terminus réguliers

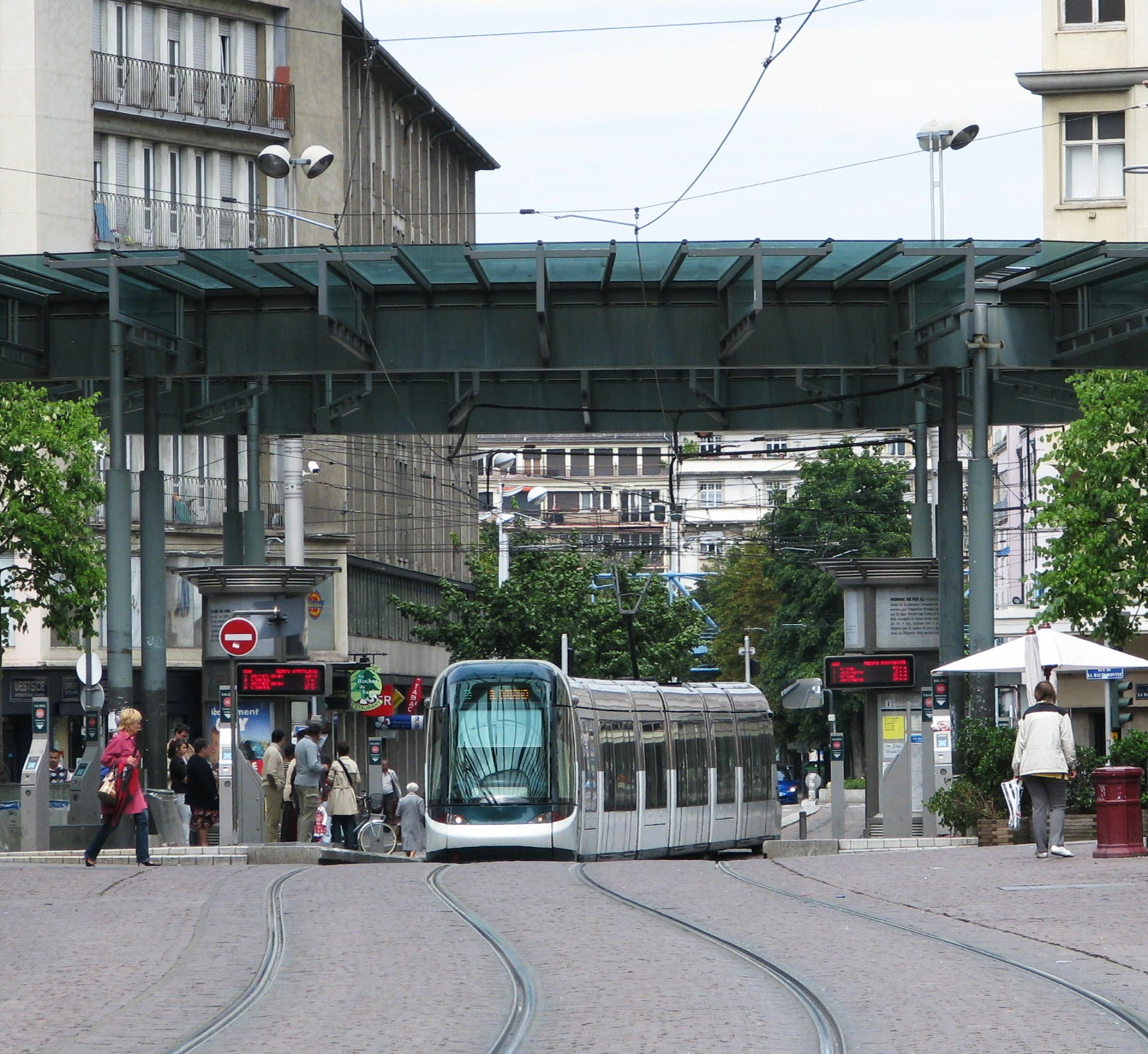
À Homme de Fer.

La ligne D du tramway de Strasbourg compte trois terminus réguliers :
- La station Poteries, qui constitue le terminus occidental de la ligne ;
- La station Port du Rhin, qui constitue le terminus oriental français de la ligne ;
- La station Kehl Rathaus, qui constitue le terminus oriental allemand de la ligne.

La station Aristide Briand, constituant le terminus oriental de la ligne jusqu'en 2017, est composée de deux quais encadrant deux voies prolongées dans l'arrière-station où se situe une communication entre les voies permettant le rebroussement des rames. Il s'agissait jusqu'en 2013 de la seule station du réseau à être exclusive à la ligne D.

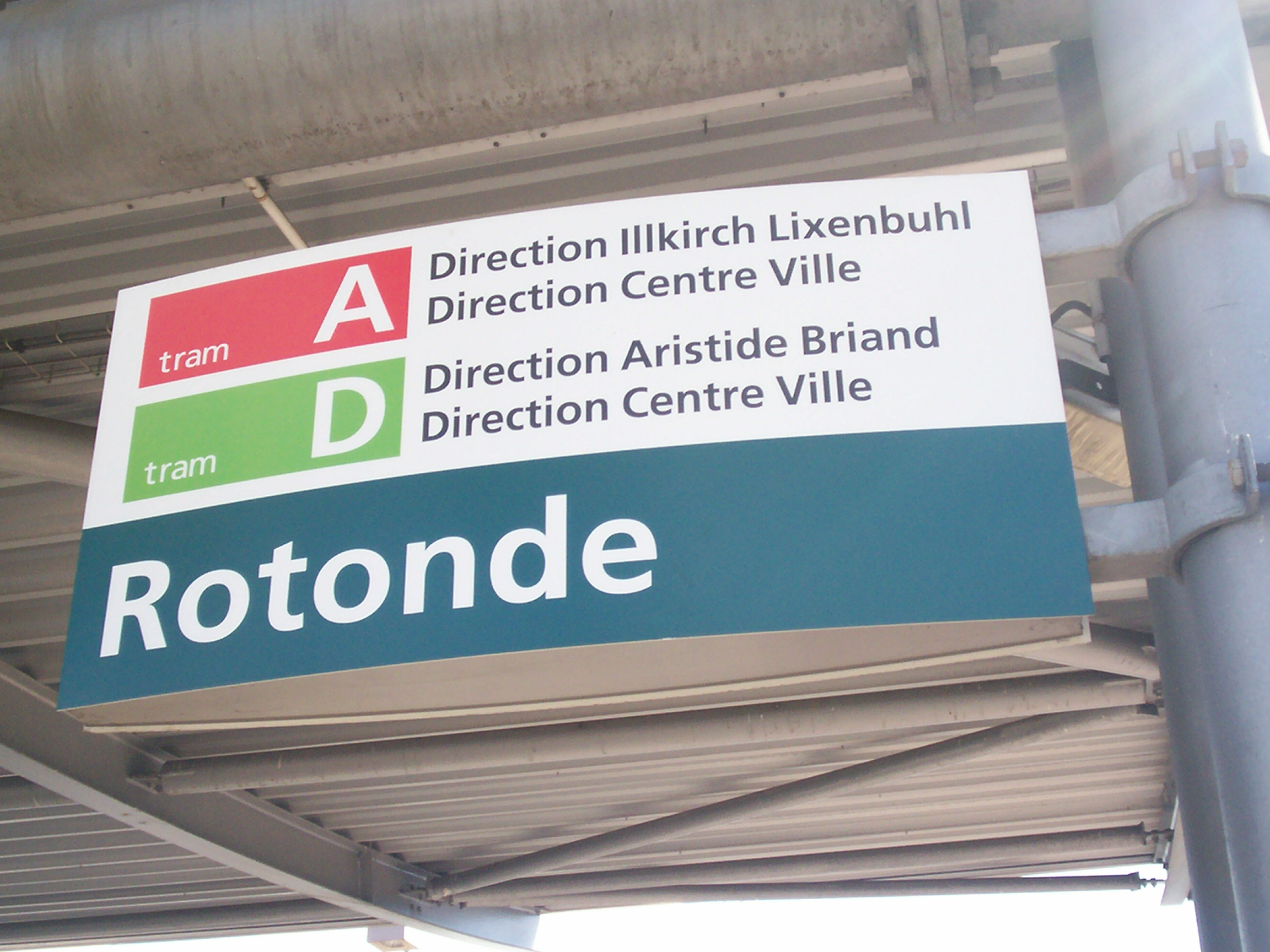
Signalétique.
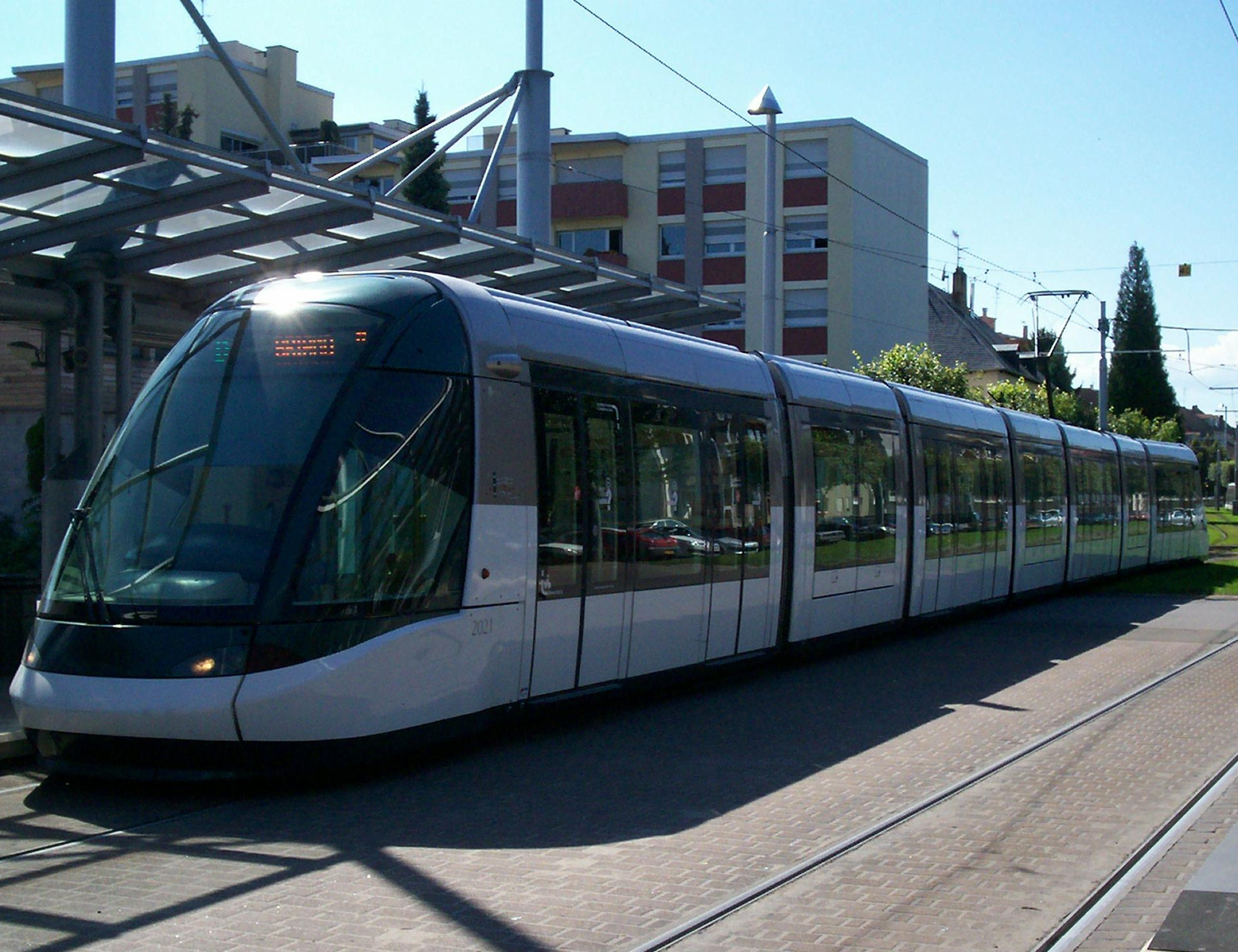
Tramway.
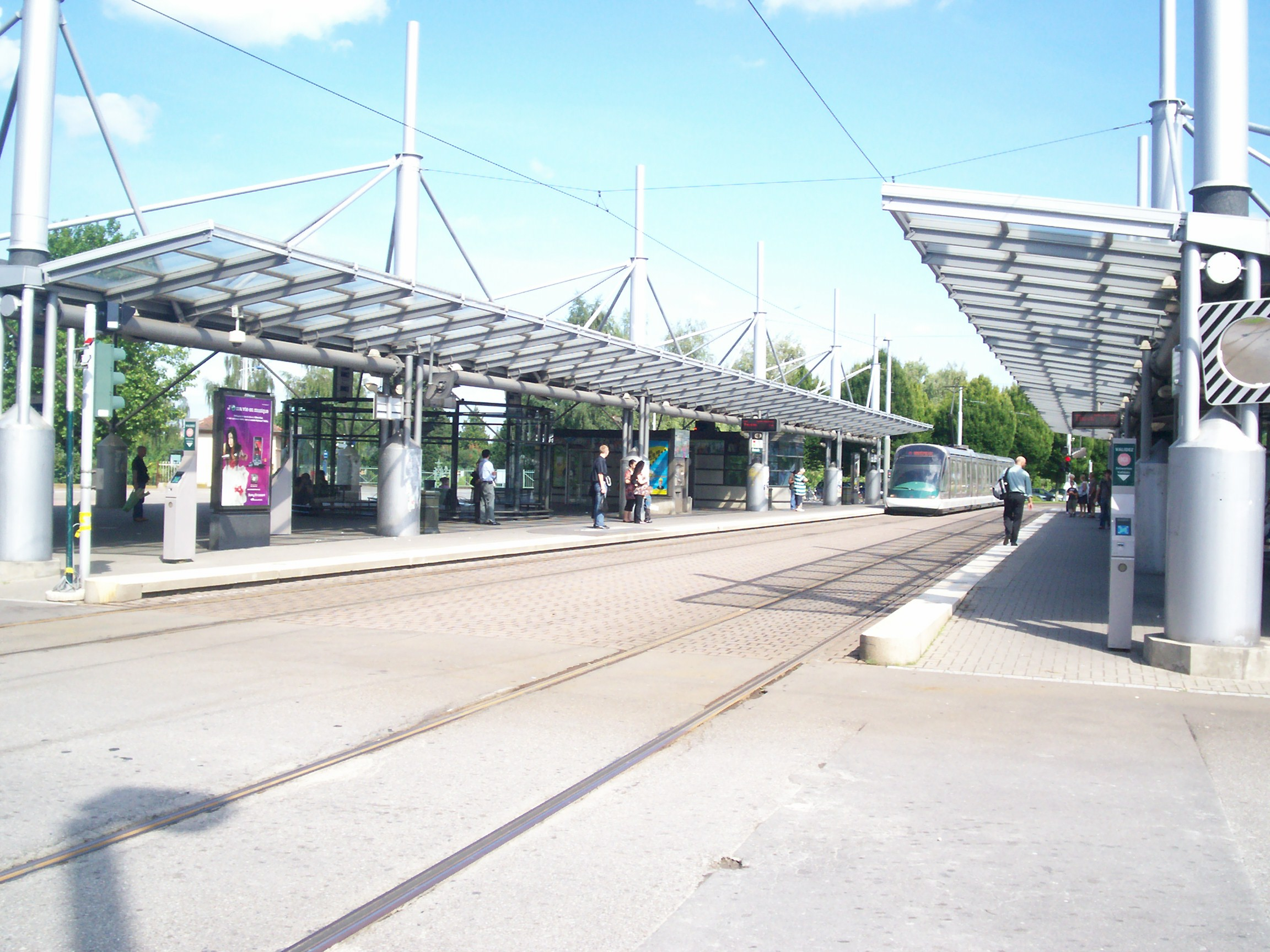
Station Aristide Briand, ancien terminus jusqu'en 2017
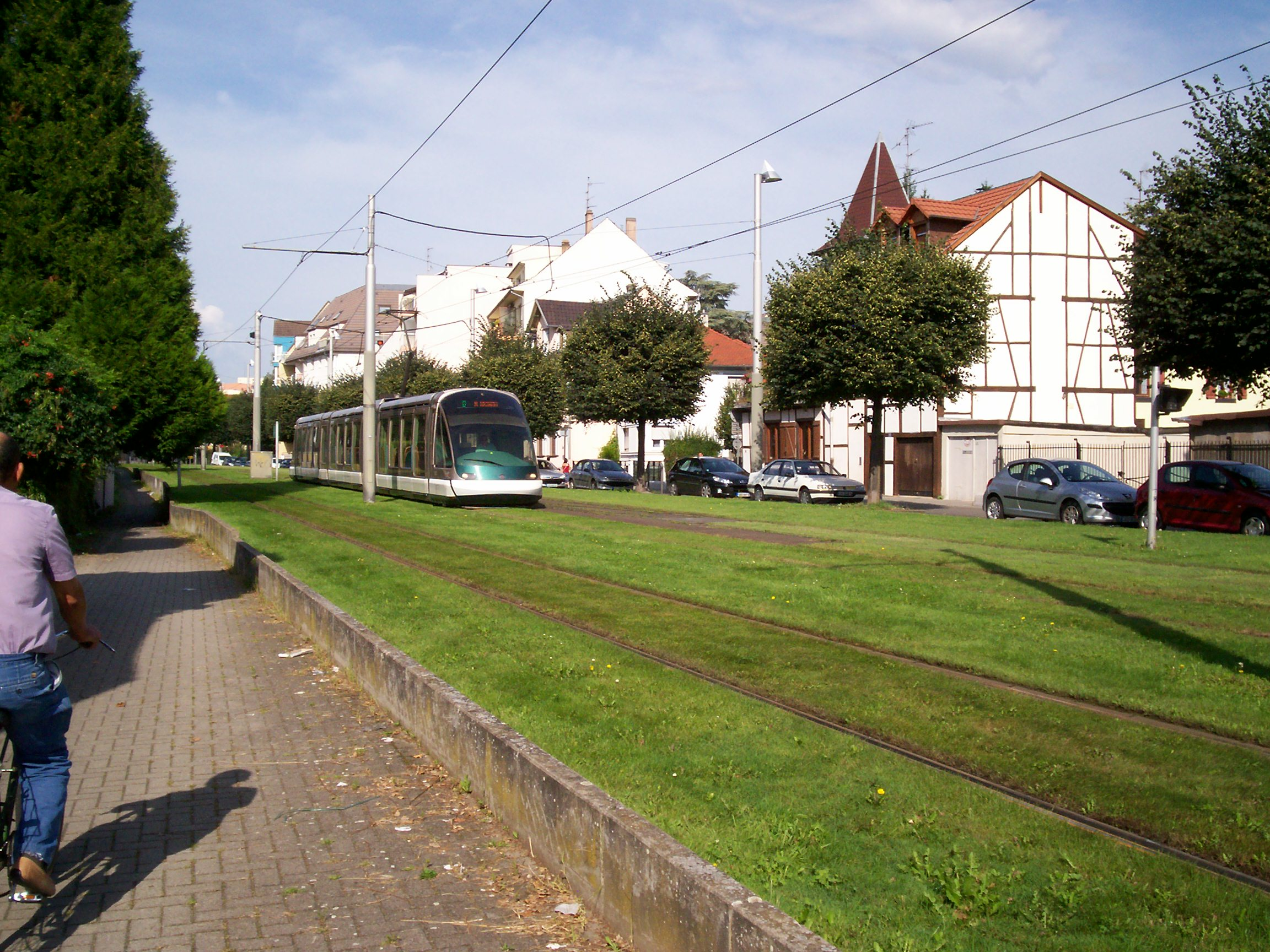
Arrière-station

La station Rotonde constituant le terminus occidental de la ligne jusqu'en 2013, est composée de deux quais encadrant deux voies avec dans le prolongement de la station, la présence d'une voie centrale servant aux rebroussements des rames.

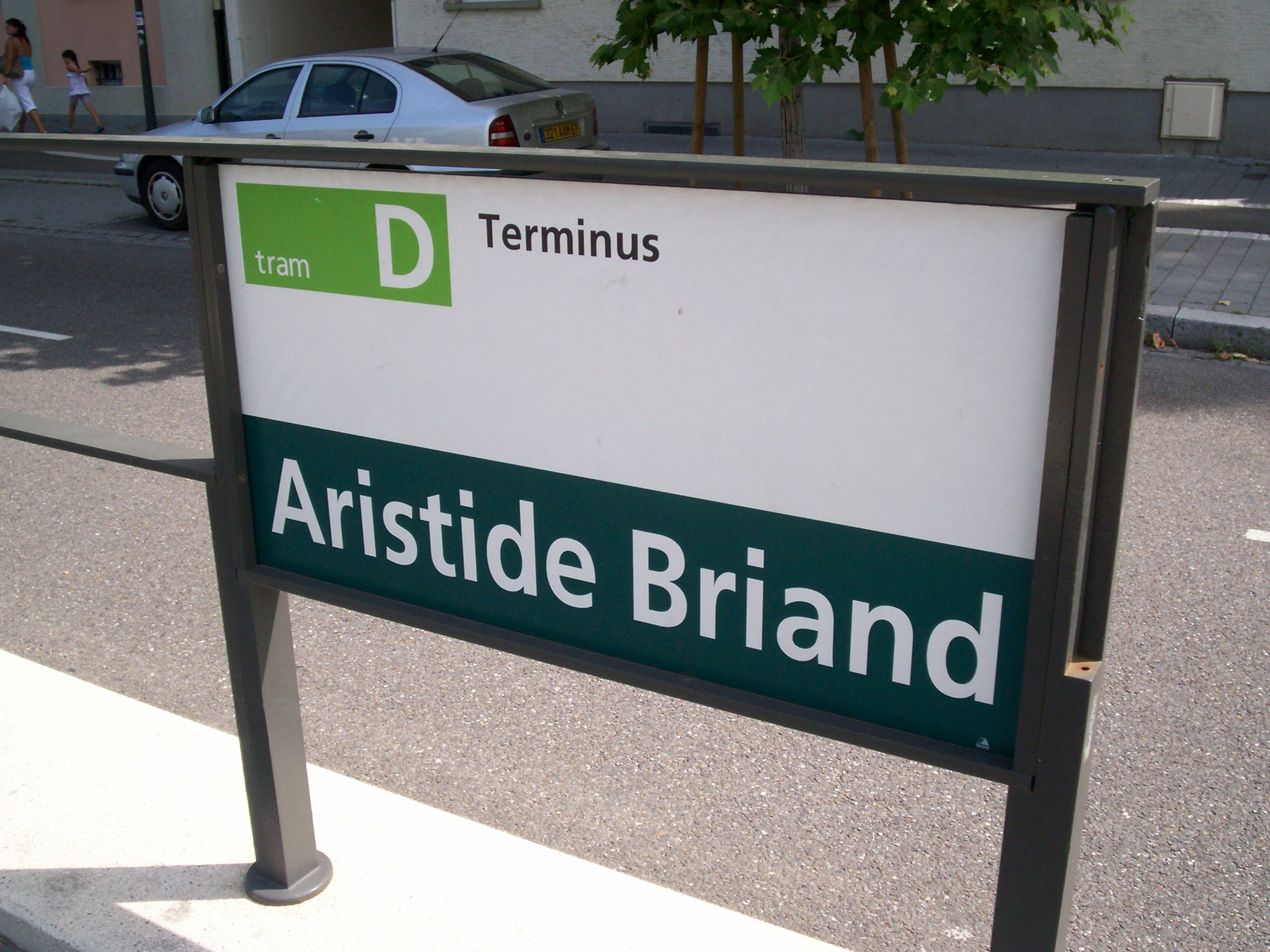
Signalétique.
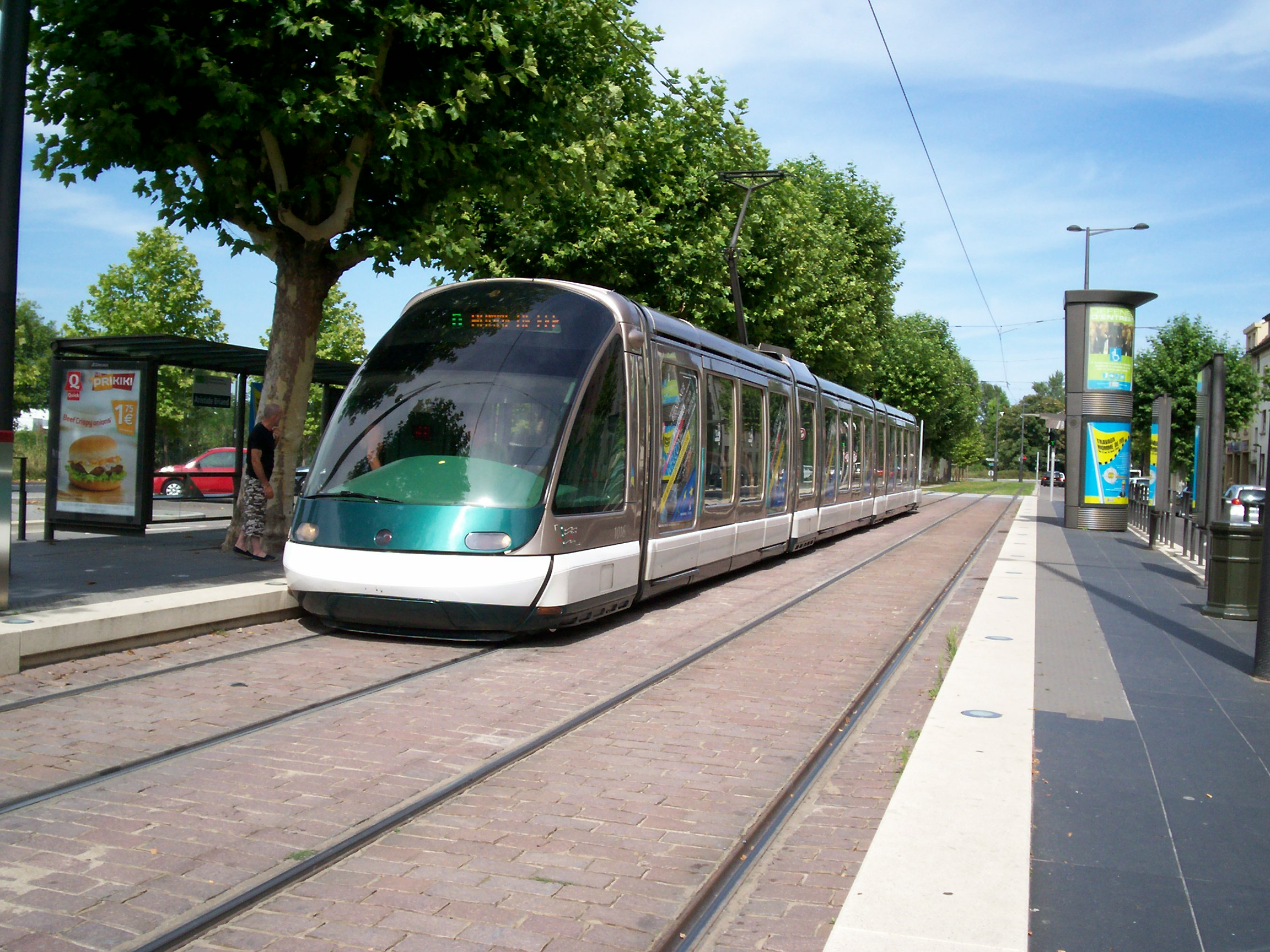
Tramway.
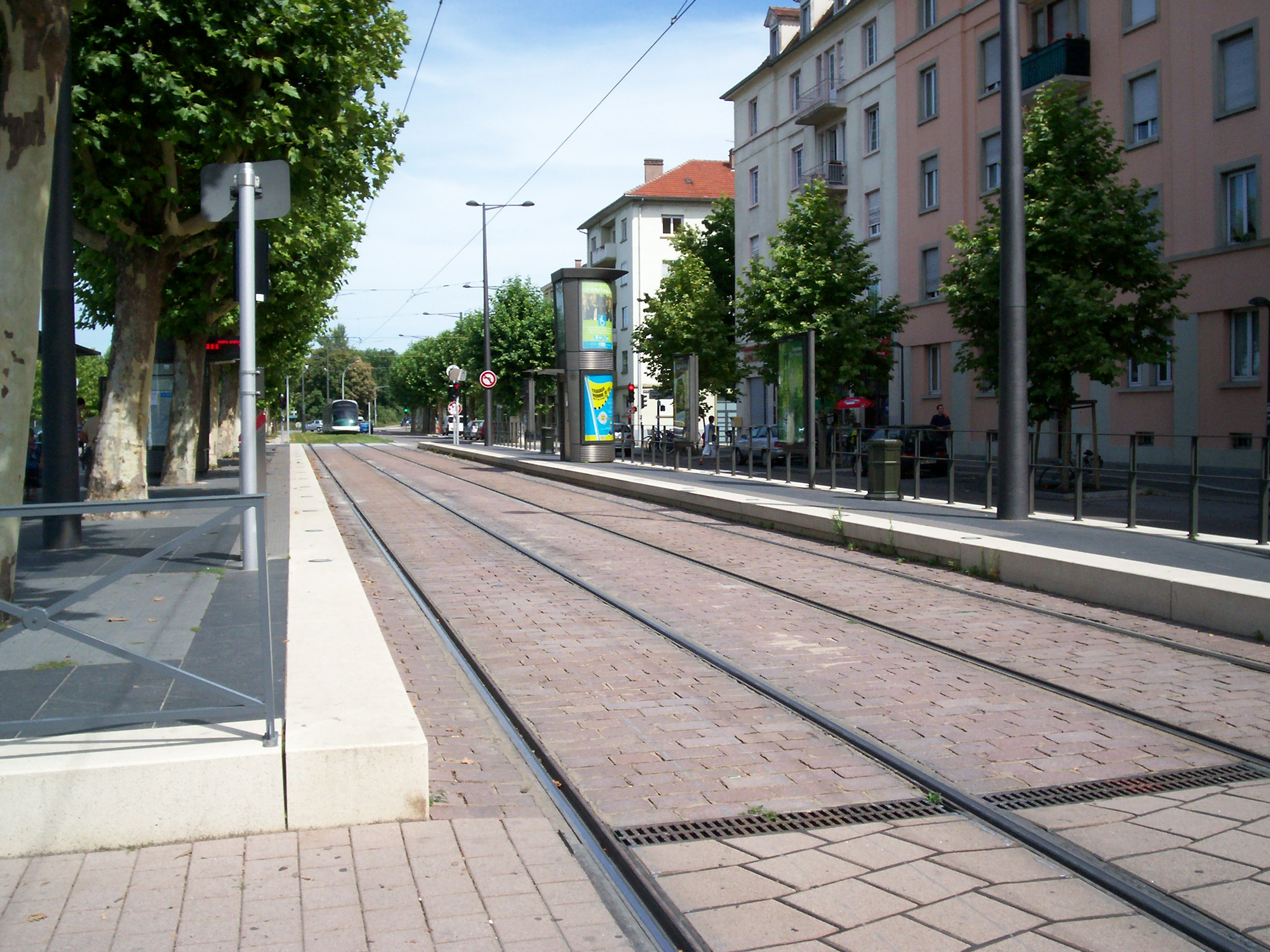
Station Rotonde
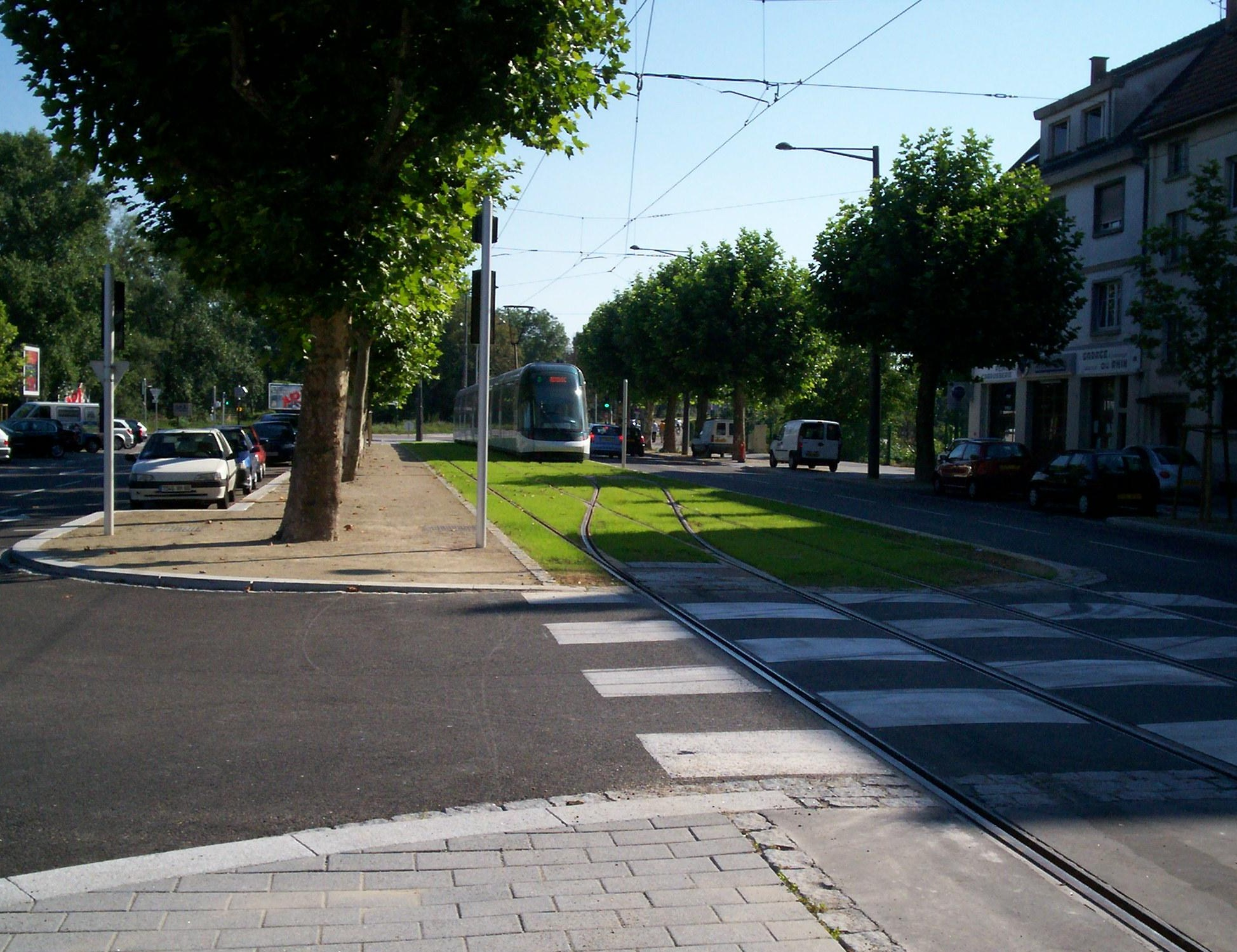
Point de retournement

### Dépôt de Cronenbourg

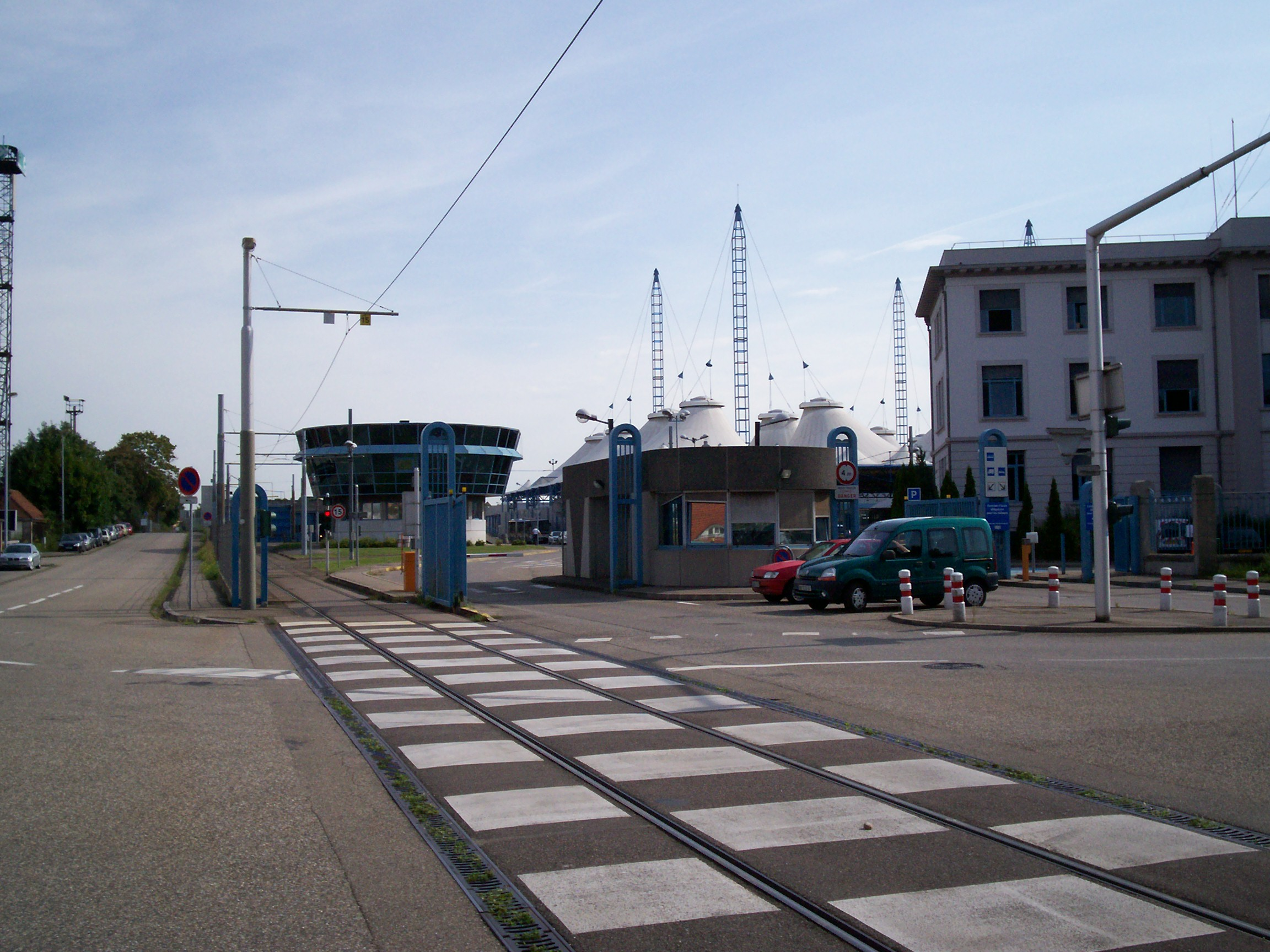
Le dépôt Cronenbourg.

Les rames de la ligne D du tramway de Strasbourg sont remisées à l'Unité de Production Cronenbourg. Bâti en 1930/31 pour les tramways à voie métrique de l'époque, il fut utilisé à compter de 1960 par les bus. En vue de la mise en service de la ligne A, le dépôt fut agrandi et complètement rénové entre 1992 et 1994. Le dépôt est relié par un long tronçon à la station Rotonde à l'extrémité ouest du tunnel de la gare.
Aujourd'hui, il abrite notamment :
- les services administratifs ;
- un remisage bus couvert de 6 700 m2 ;
- un remisage tram de 6 300 m2 pouvant contenir jusqu'à 30 rames ;
- une station-service bus ;
- un atelier mixte bus/tram de 12 000 m2 ;
- une station service tram ;
- le poste de commandes centralisées (PCC), d'où sont régulées à distance l'ensemble des lignes de tram et de bus.

### Tension d'alimentation
La ligne D du tramway de Strasbourg est entièrement électrifiée en 750 volts continu.

## Schéma de la ligne

### Tracé
La ligne D part de la station Poteries. Les tramways remontent l'avenue François-Mitterrand puis contournent par la gauche la « maille » Anne du quartier d'Hautepierre, traversée par l'autoroute A351 puis rejoignent la ligne A sur l'avenue Corneille par un virage à droite et en s'engageant sur l'avenue Dante, prennent un nouveau virage à gauche. Ils desservent ensuite la station Dante, et tournent à droite pour s'engager sur l'avenue Racine où ils desservent ensuite l'Hôpital de Hautepierre. Ils remontent vers le nord et puis descendent vers le sud, nous sommes maintenant sur la route Marcel Proust avec un long virage vers la gauche. Arrivés au bout de la Route Marcel Proust, ils longent la rue de l'anneau et aboutissent à Rotonde en correspondance avec la ligne A. Les tramways s'engouffrent ensuite dans un tunnel long de 1,4 km, construit à l'aide d'un tunnelier entre les stations Rotonde et Ancienne Synagogue-Les Halles, en prévision de la mise en service de la ligne A. La station Gare Centrale, qui dessert la gare principale de Strasbourg, se trouve dans le tunnel à 17 m de profondeur. Après être sortis du tunnel, ils desservent Ancienne Synagogue-Les Halles puis après un virage et une courte ligne droite, croisent les voies des lignes B, C et F : nous sommes alors à Homme de Fer. La ligne suit toujours le trajet de la ligne A entre les stations Rotonde et Étoile Bourse en descendant vers le sud. Peu après la station Étoile Bourse, les tramways tournent à gauche et arrivent à Étoile Polygone en correspondance avec la ligne E. Engagés sur l'Avenue Jean Jaurès, ils desservent Landsberg en correspondance avec les lignes C et E, et enfin Jean Jaurès uniquement en correspondance avec la ligne C. Juste après, les tramways obliquent vers le nord-est, traversent le futur quartier Citadelle en franchissant le bassin Vauban par un pont construit pour le tramway, rejoignent ensuite l'avenue puis la route du Rhin pour rejoindre la station Port du Rhin. Ensuite, une rame sur deux franchit le pont Beatus-Rhenanus sur le Rhin, lui aussi construit pour le tramway, pour entrer en Allemagne desservir la commune de Kehl avec une station devant la gare de Kehl. Puis les trams continuent sur la Straßburger Straße, jusqu'à tourner à droite sur la Großherzog-Friedrich-Straße. Après la station Hochschule / Läger, ils entament une section à voie unique avant de tourner à gauche sur la Hauptstraße pour aboutir au terminus en cul-de sac de Kehl Rathaus, sur le parvis de la mairie de Kehl.

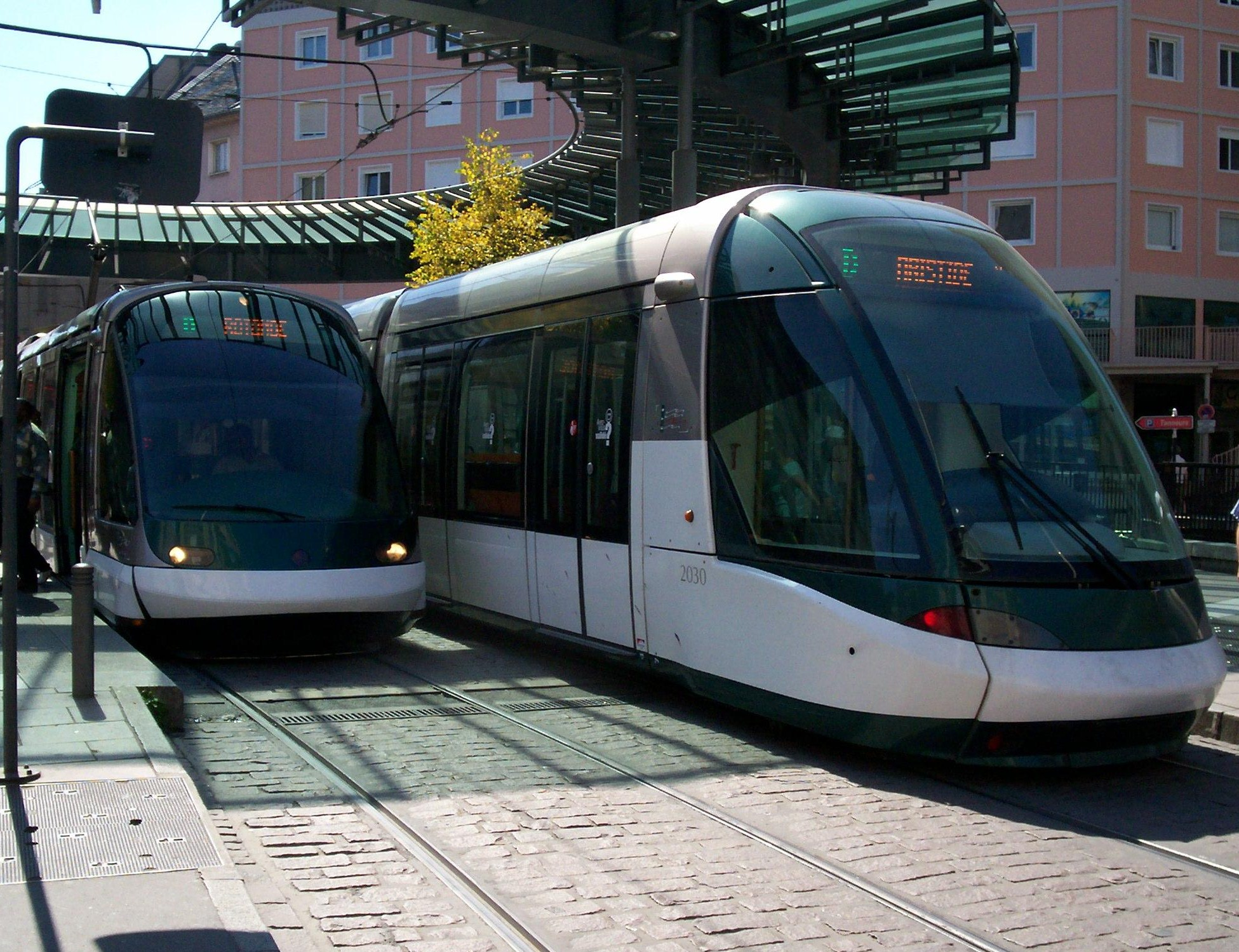
À Homme de Fer.
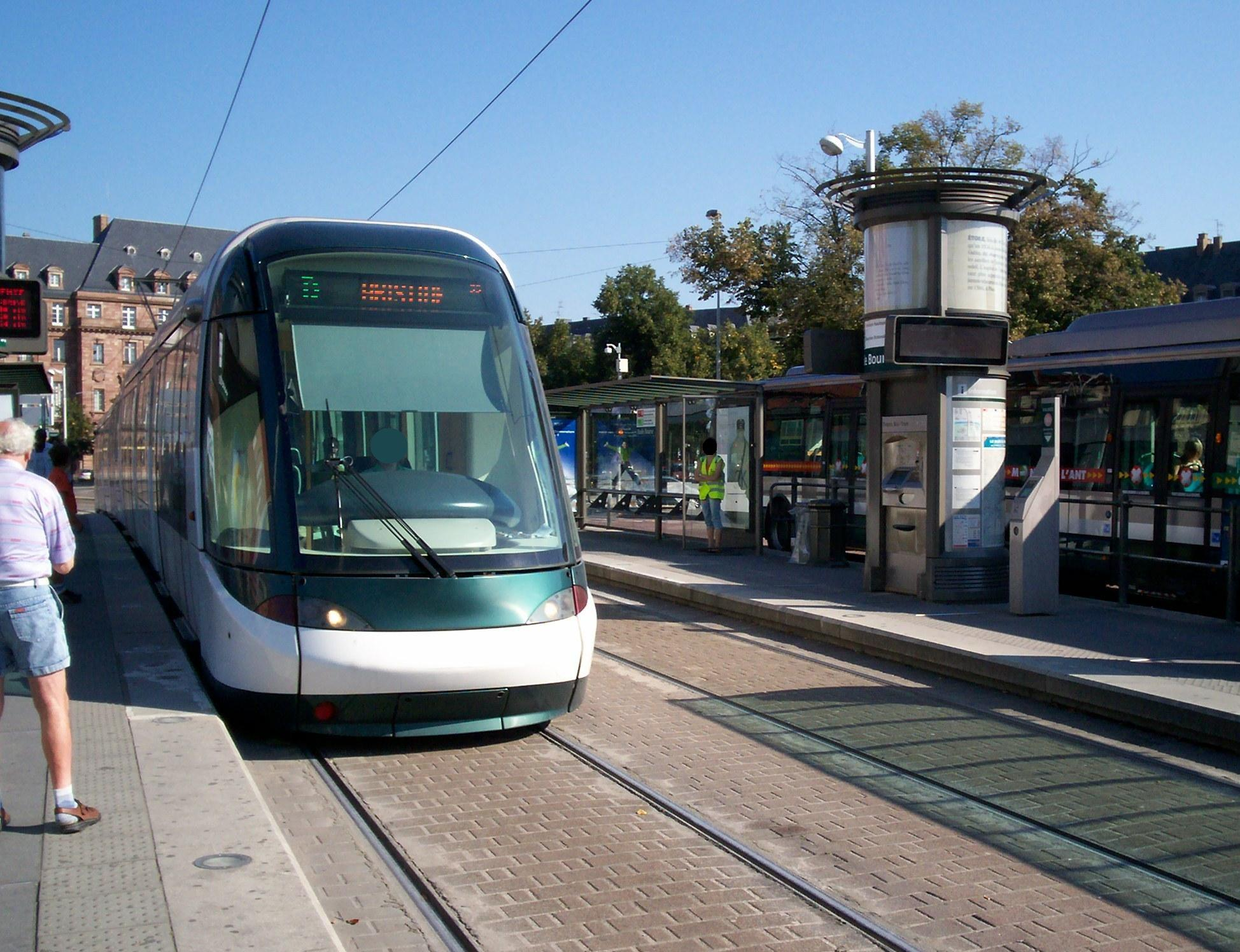
À Étoile Bourse.
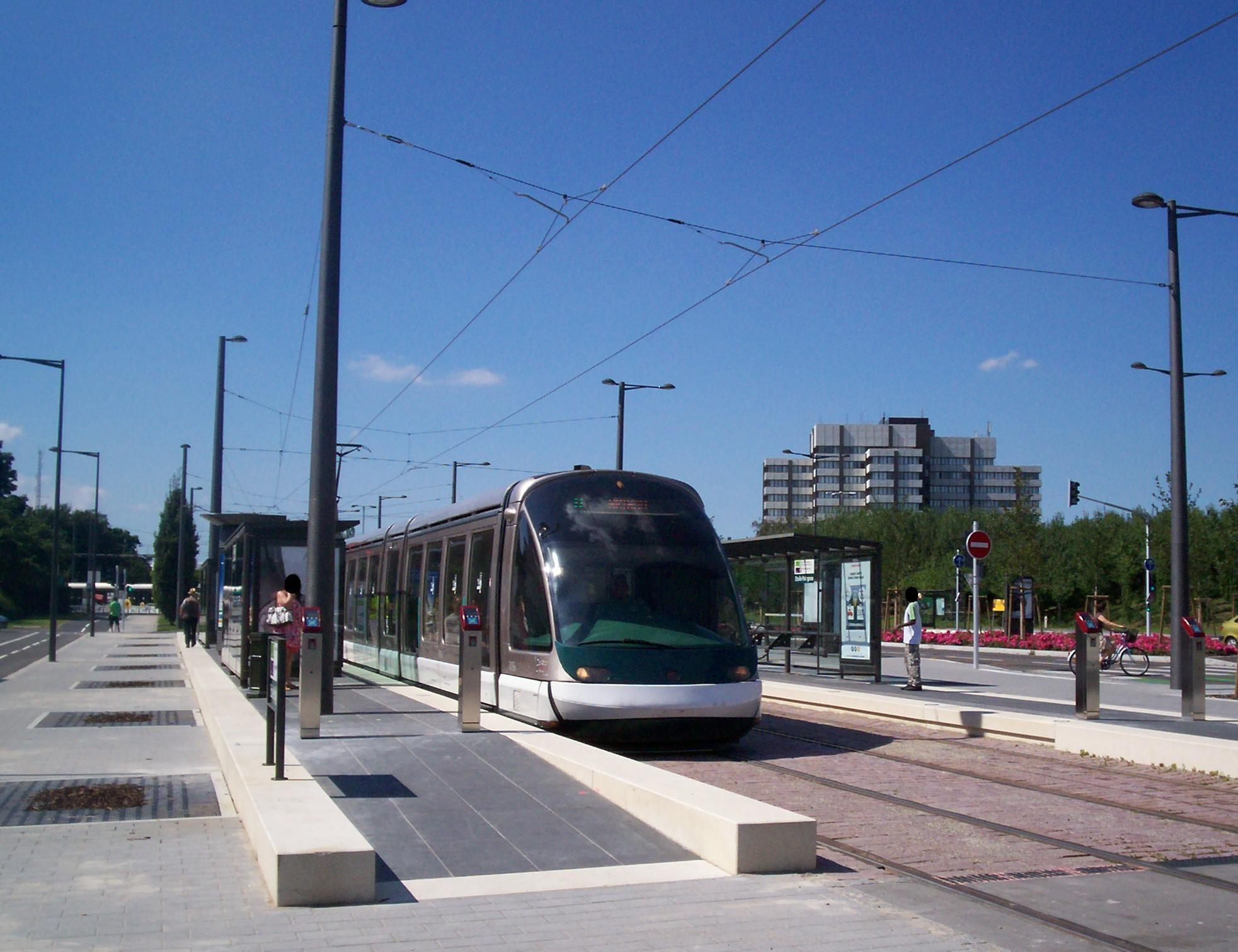
À Étoile Polygone.
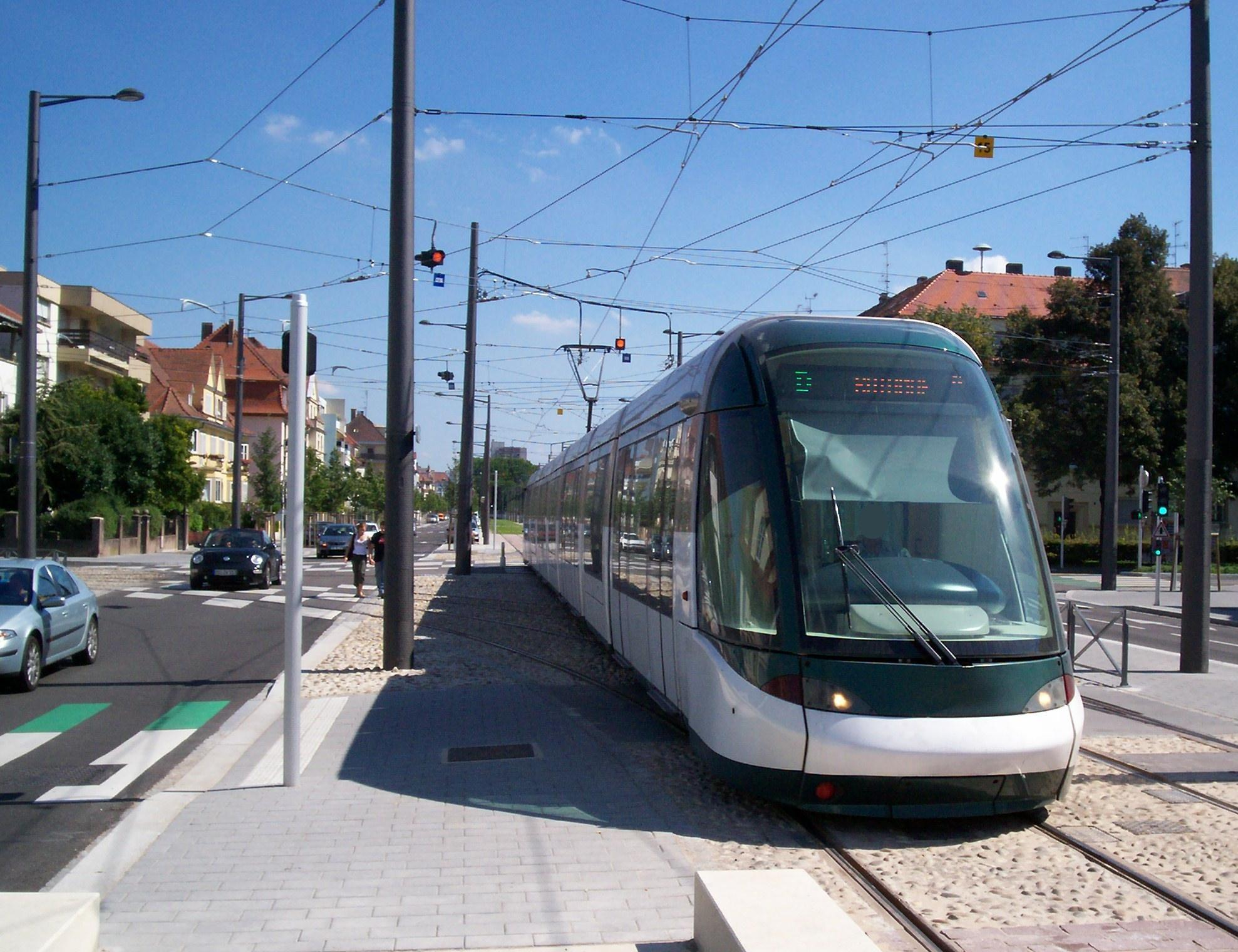
À Landsberg.
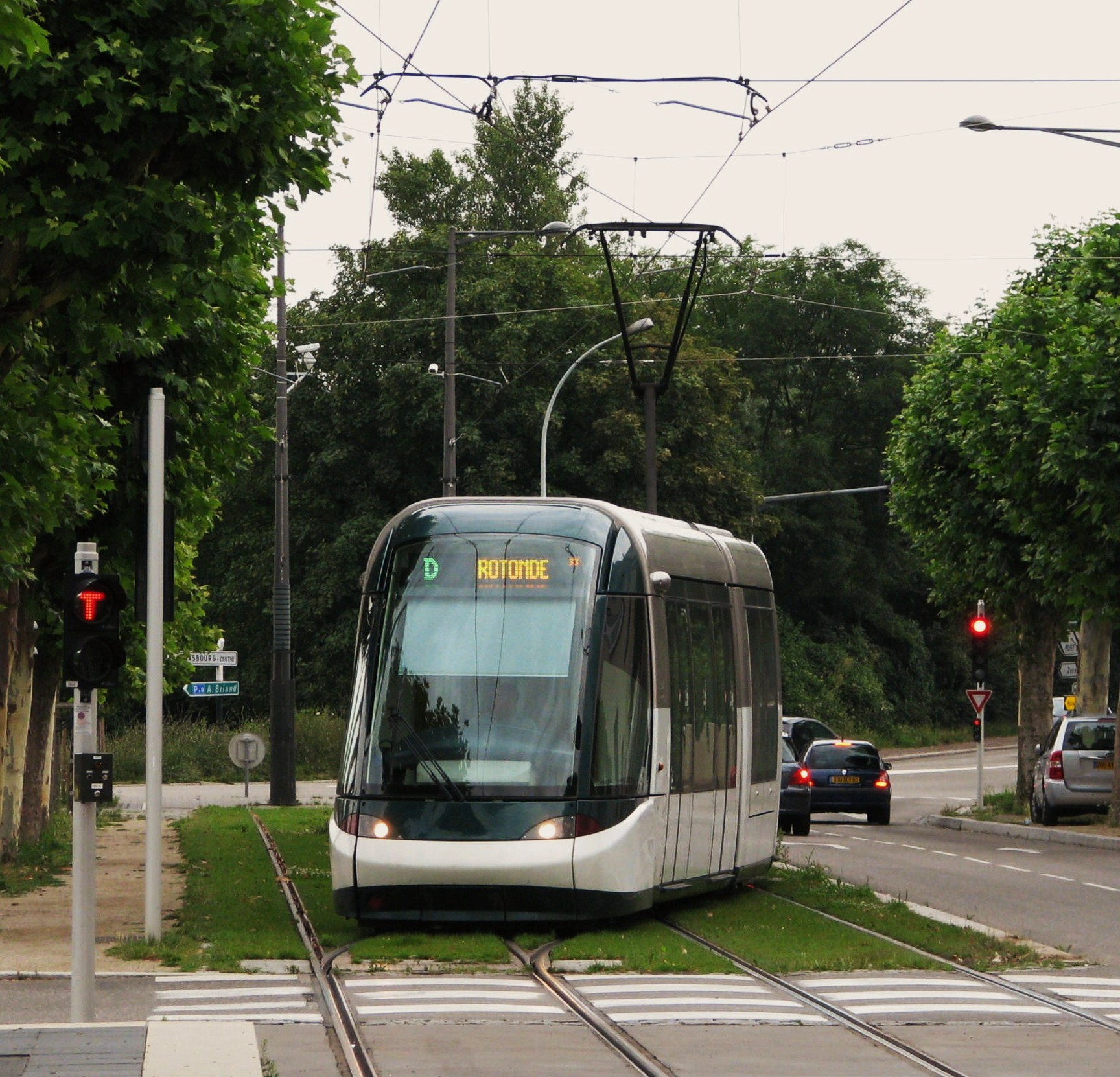
À Aristide Briand.
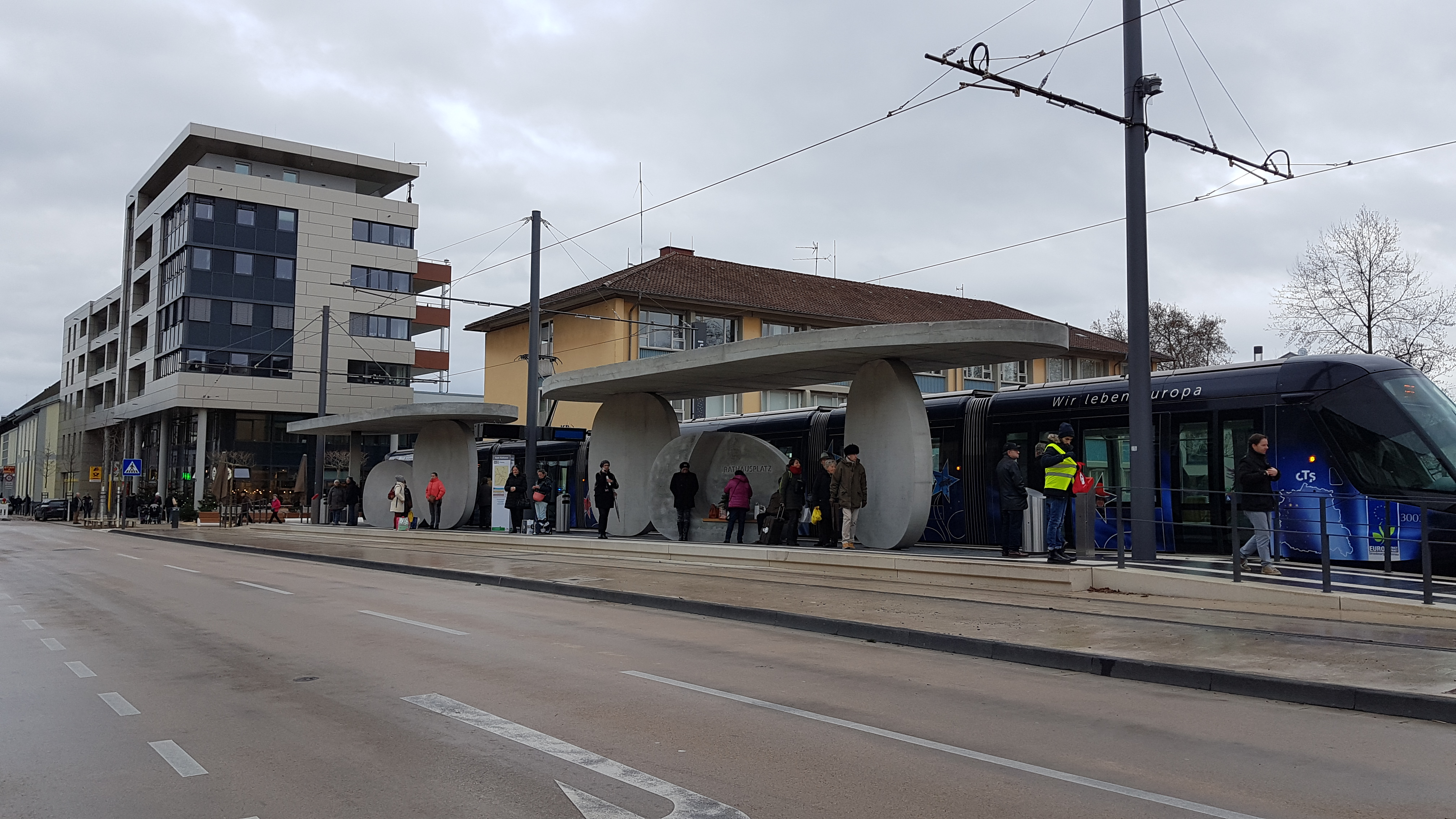
À Kehl Rathaus.

### Liste des stations
La ligne D du tramway de Strasbourg dessert les 24 stations suivantes :
|  |   |  | Stations                      | Lat/Long                        | Communes desservies | Correspondances            |
|  | - |  | ----------------------------- | ------------------------------- | ------------------- | -------------------------- |
|  | ■ |  | Poteries                      | 48° 35′ 00″ N, 7° 41′ 30″ E     | Strasbourg          | Parc relais                |
|  | • |  | Marcel Rudloff                | 48° 35′ 15″ N, 7° 41′ 51″ E     | Strasbourg          |                            |
|  | • |  | Paul Éluard                   | 48° 35′ 24″ N, 7° 41′ 51″ E     | Strasbourg          |                            |
|  | • |  | Dante                         | 48° 35′ 28,6″ N, 7° 42′ 10,2″ E | Strasbourg          | tram A                     |
|  | • |  | Hôpital de Hautepierre        | 48° 35′ 29,6″ N, 7° 42′ 25″ E   | Strasbourg          | tram A                     |
|  | • |  | Ducs d'Alsace                 | 48° 35′ 24,6″ N, 7° 42′ 55″ E   | Strasbourg          | tram A                     |
|  | • |  | Saint-Florent                 | 48° 35′ 29,8″ N, 7° 43′ 13″ E   | Strasbourg          | tram A                     |
|  | ■ |  | Rotonde                       | 48° 35′ 30,8″ N, 7° 43′ 29,9″ E | Strasbourg          | tram A                     |
|  | • |  | Gare Centrale                 | 48° 35′ 05,5″ N, 7° 44′ 06,9″ E | Strasbourg          | tram A C bus G H Gare SNCF |
|  | • |  | Ancienne Synagogue Les Halles | 48° 35′ 07,2″ N, 7° 44′ 32,4″ E | Strasbourg          | tram A                     |
|  | • |  | Homme de Fer                  | 48° 35′ 03,4″ N, 7° 44′ 41″ E   | Strasbourg          | tram A B C F               |
|  | • |  | Langstross Grand'Rue          | 48° 34′ 53,4″ N, 7° 44′ 46,7″ E | Strasbourg          | tram A                     |
|  | • |  | Porte de l'Hôpital            | 48° 34′ 41,2″ N, 7° 45′ 00,4″ E | Strasbourg          | tram A                     |
|  | • |  | Étoile Bourse                 | 48° 34′ 29,5″ N, 7° 45′ 12,5″ E | Strasbourg          | tram A bus G               |
|  | • |  | Étoile Polygone               | 48° 34′ 17,6″ N, 7° 45′ 20,2″ E | Strasbourg          | tram E                     |
|  | • |  | Landsberg                     | 48° 34′ 10,3″ N, 7° 45′ 48,7″ E | Strasbourg          | tram C E                   |
|  | • |  | Jean Jaurès                   | 48° 34′ 02,1″ N, 7° 46′ 19,5″ E | Strasbourg          | tram C                     |
|  | • |  | Aristide Briand               | 48° 34′ 06,9″ N, 7° 46′ 36,4″ E | Strasbourg          |                            |
|  | • |  | Citadelle                     | 48° 34′ 17″ N, 7° 46′ 47″ E     | Strasbourg          |                            |
|  | • |  | Starcoop                      | 48° 34′ 27″ N, 7° 47′ 08″ E     | Strasbourg          |                            |
|  | ■ |  | Port du Rhin                  | 48° 34′ 22″ N, 7° 47′ 43″ E     | Strasbourg          |                            |
|  | • |  | Kehl Bahnhof                  | 48° 34′ 33″ N, 7° 48′ 27″ E     | Kehl                | Gare DB                    |
|  | • |  | Hochschule / Läger            | 48° 34′ 32″ N, 7° 48′ 58″ E     | Kehl                |                            |
|  | ■ |  | Kehl Rathaus                  | 48° 34′ 20″ N, 7° 48′ 50″ E     | Kehl                |                            |

### Desserte de la Gare Centrale
La ligne D du tramway de Strasbourg dessert la gare de Strasbourg, grâce à l'implantation d'une station nommée Gare centrale située sous la gare à 17 m de profondeur, inaugurée le 25 novembre 1994 avec la ligne A du tramway de Strasbourg.
La gare de Strasbourg a été inaugurée le 15 août 1883, sur les plans de l'architecte berlinois Johann Eduard Jacobsthal, et remplaça dès lors la gare d'origine près des halles, en cul-de-sac et trop exigüe. Cette gare, construite par les autorités allemandes, est située au carrefour des grands axes internationaux Paris-Vienne et Bâle-Bruxelles, sur le terrain des anciennes fortifications de Vauban. À l'origine, cette gare était non seulement une gare de voyageurs, mais aussi une gare de marchandises et une gare de triage. La vaste place en hémicycle se situant devant la façade de l'édifice a été déterminante pour le choix de l'emplacement de cette gare.
Elle est la principale gare de l'agglomération strasbourgeoise et l'une des principales de l'est de la France. Elle est desservie par toutes sortes de trafics : TER Grand Est, TER 200, TGV et trains internationaux. L'ouverture de la LGV Est européenne en juin 2007 a permis une augmentation importante du trafic dans cette gare, Strasbourg ne se trouvant dès lors plus qu'à 2 h 20, puis 1 h 50 depuis l'inauguration de la seconde partie de la ligne le 3 juillet 2016, de la gare de Paris-Est. L'ouverture de la branche est de la LGV Rhin-Rhône le 11 décembre 2011 permet de gagner une heure entre Strasbourg et Lyon.

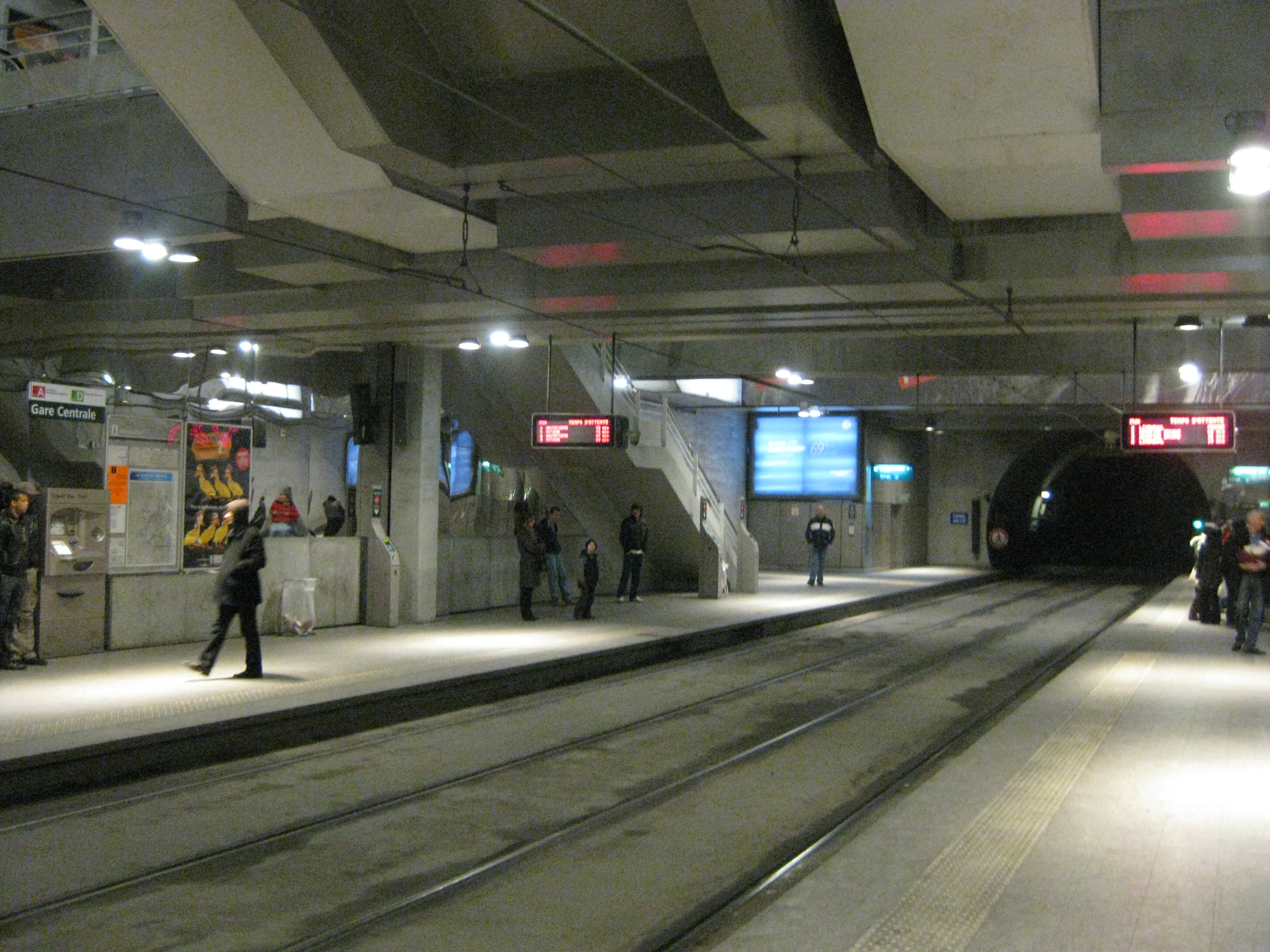
La station.
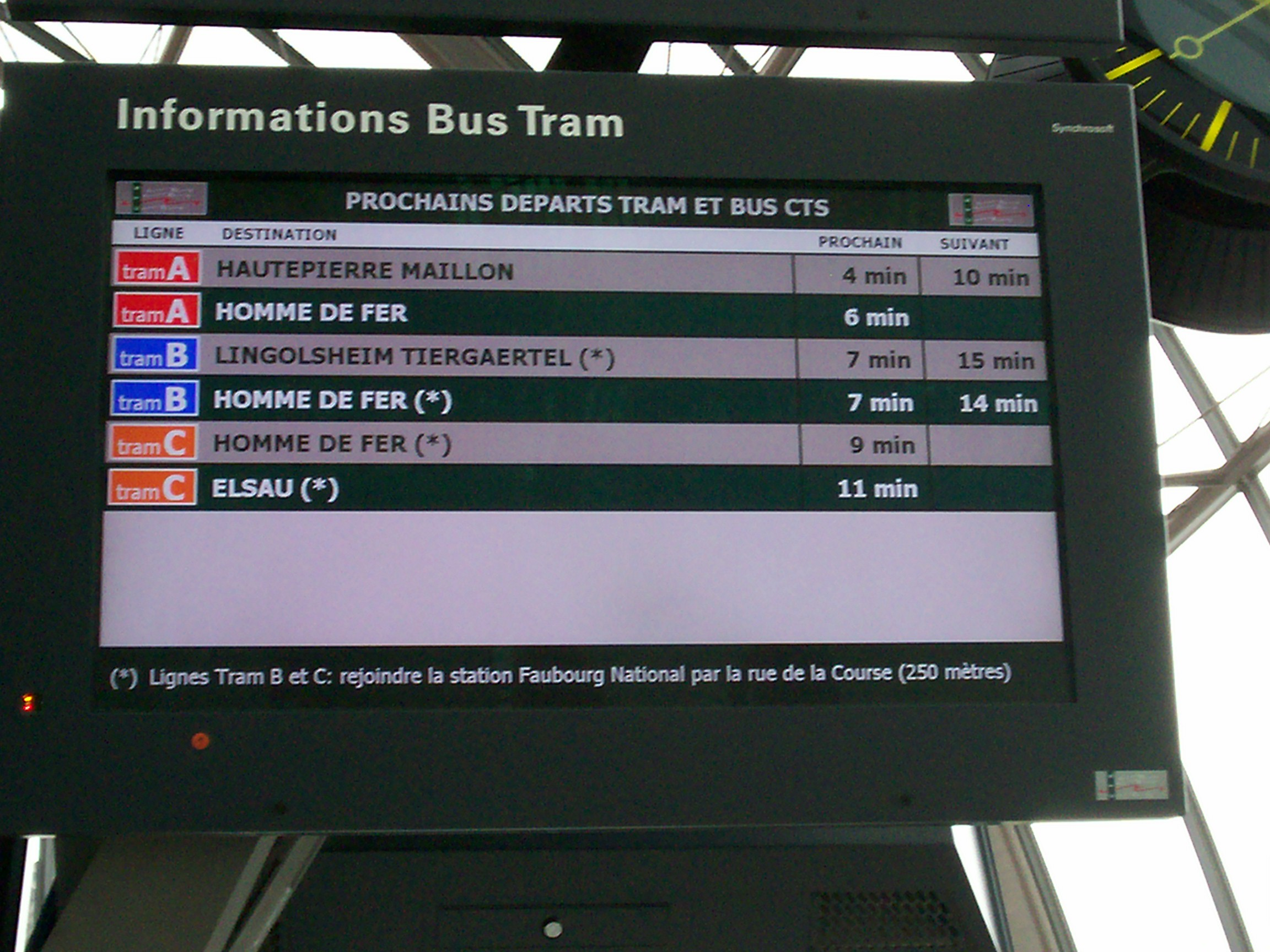
Information voyageurs.
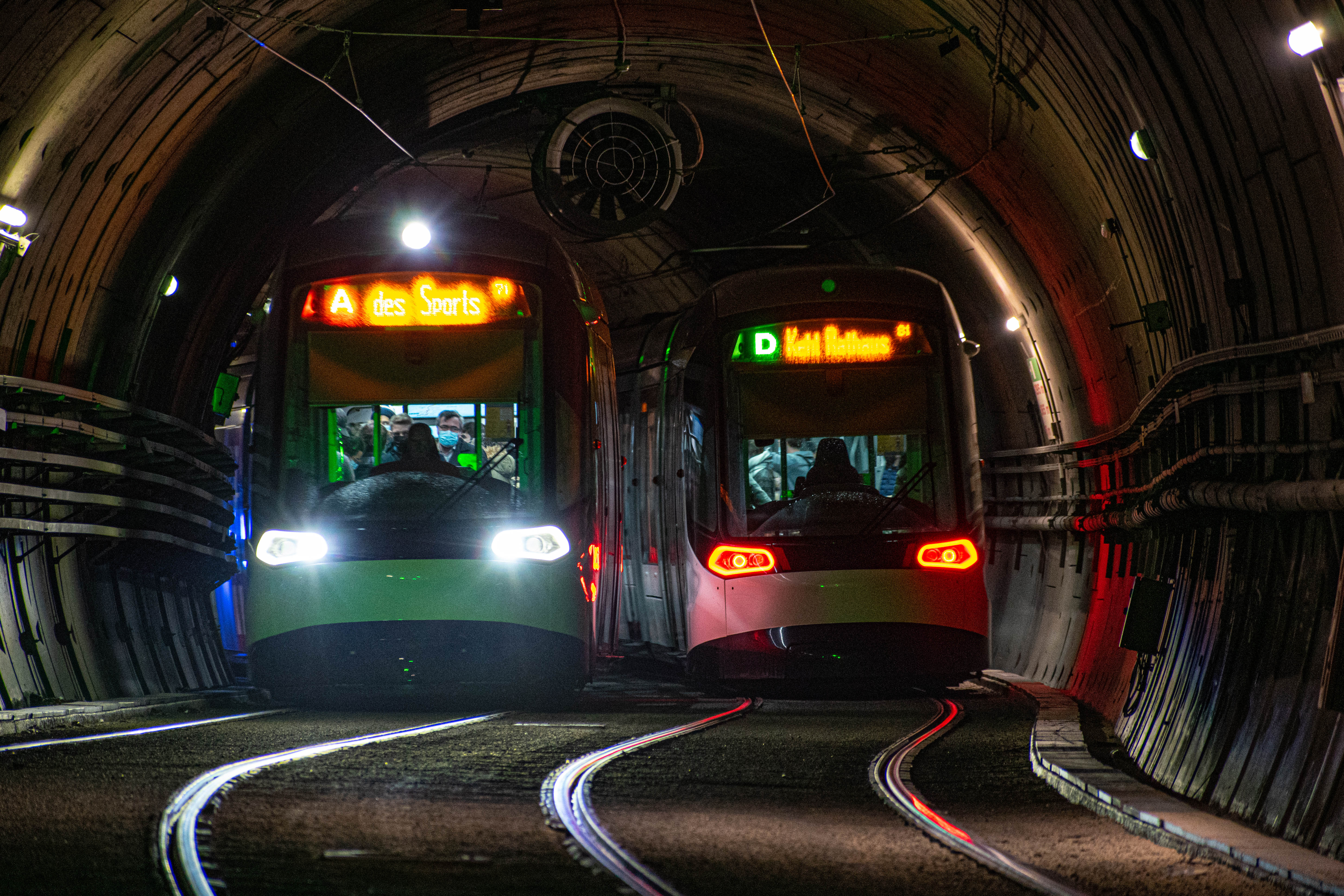
Rames se croisant dans le tunnel

## Exploitation de la ligne

### Principes de la desserte

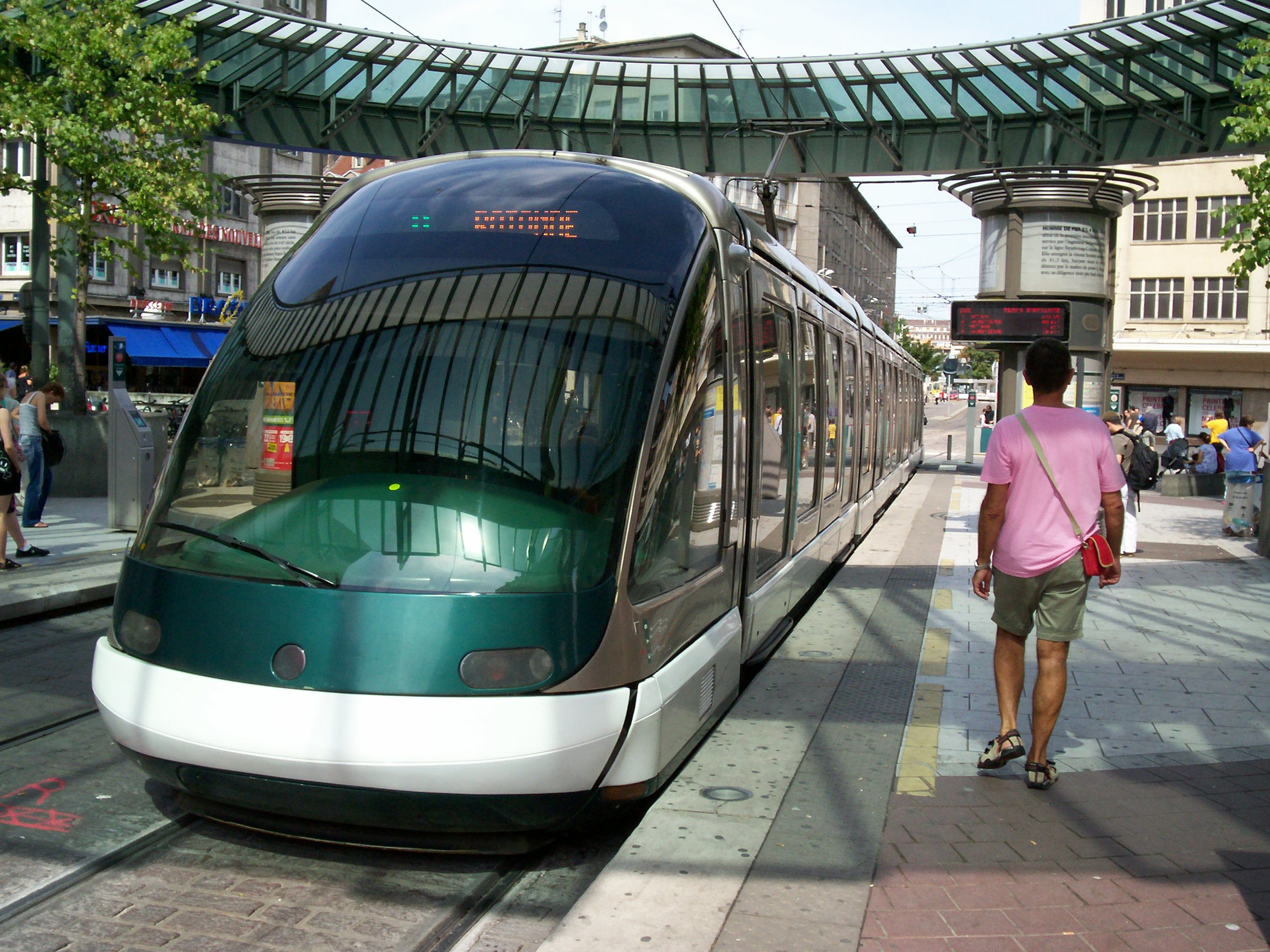
Un Eurotram à Homme de Fer et en direction de Rotonde.

La ligne fonctionne tous les jours de l'année sauf le 1er mai.
En raison de la proximité du dépôt, le service débute à la station Rotonde à 4 h 24 du lundi au samedi, et à 5 h 6 les dimanches et fêtes. À la station Poteries, le premier départ a lieu à 4 h 39 du lundi au samedi, et à 5 h 4 les dimanches et fêtes. Le dernier départ a lieu à 0 h 19 tous les jours. À la station Port du Rhin, le premier tram part à 5 h 14 du lundi au samedi, et à 5 h 51 les dimanches et fêtes. Le dernier départ s'effectue à 23 h 49 tous les jours. La ligne voit une rame sur deux prolongée au-delà de ce terminus en Allemagne, la station Kehl Rathaus où le premier tram part à 4 h 52 du lundi au samedi, et à 5 h 34 les dimanches et fêtes. Le dernier départ s'effectue à 0 h 2 tous les jours. Il n'y a aucun tram ayant le terminus sur une station intermédiaire, même en fin de service.
Entre 6 h et 20 h, les trams circulent toutes les cinq à huit minutes environ du lundi au vendredi jusqu'à Port du Rhin et toutes les douze à quinze minutes jusqu'à Kehl Rathaus en semaine. Le samedi, il y a une rame toutes les six à dix minutes jusqu'à Port du Rhin, et pour les rames allant en Allemagne c'est une rames toutes les quinze à seize minutes jusqu'à midi puis toutes les six à dix minutes jusqu'à 19 h. Il n'y a donc aucune distinction entre les heures de pointe et les heures de pleine journée. Tôt le matin et à partir de 21 h environ, la fréquence minimale est d'un tram toutes les 15 minutes (30 sur la section allemande). Les dimanches et fêtes, la fréquence minimale est d'un tram toutes les 15 ou 30 minutes également, avec un renforcement du service entre 12 h 30 et 21 h environ, quand la fréquence est de 12 puis de 13 minutes (25 sur la section allemande).
Sur une bonne moitié du parcours, soit entre Dante et Étoile - Bourse, les fréquences sont doublées par la ligne A qui circule ici en tronc commun avec la ligne D. Par ailleurs, les horaires sont cadencés avec répétition des mêmes minutes de passage en soirée et les dimanches et fêtes. Pendant les vacances scolaires, la desserte de pleine journée est allégée de 25 % environ du lundi au vendredi.
Les tramways bénéficient d'un système de priorité aux carrefours comportant des feux.

### Temps de parcours moyens
Les temps de parcours sont donnés à titre indicatif et varient surtout selon le moment de la journée (cf.horaires). Ils peuvent aussi évoluer en cas de retards dus à des événements imprévus.
La ligne D du tramway de Strasbourg permet de rallier Poteries à…
- Gare Centrale en 13 minutes ;
- Homme de Fer en 17 minutes ;
- Étoile-Bourse en 22 minutes ;
- Jean Jaurès en 30 minutes ;
- Rame Citadis II quittant la station Kehl Rathaus en utilisant ses clignotantsPort du Rhin en 34 minutes ;
- Kehl Bahnhof en 36 minutes.

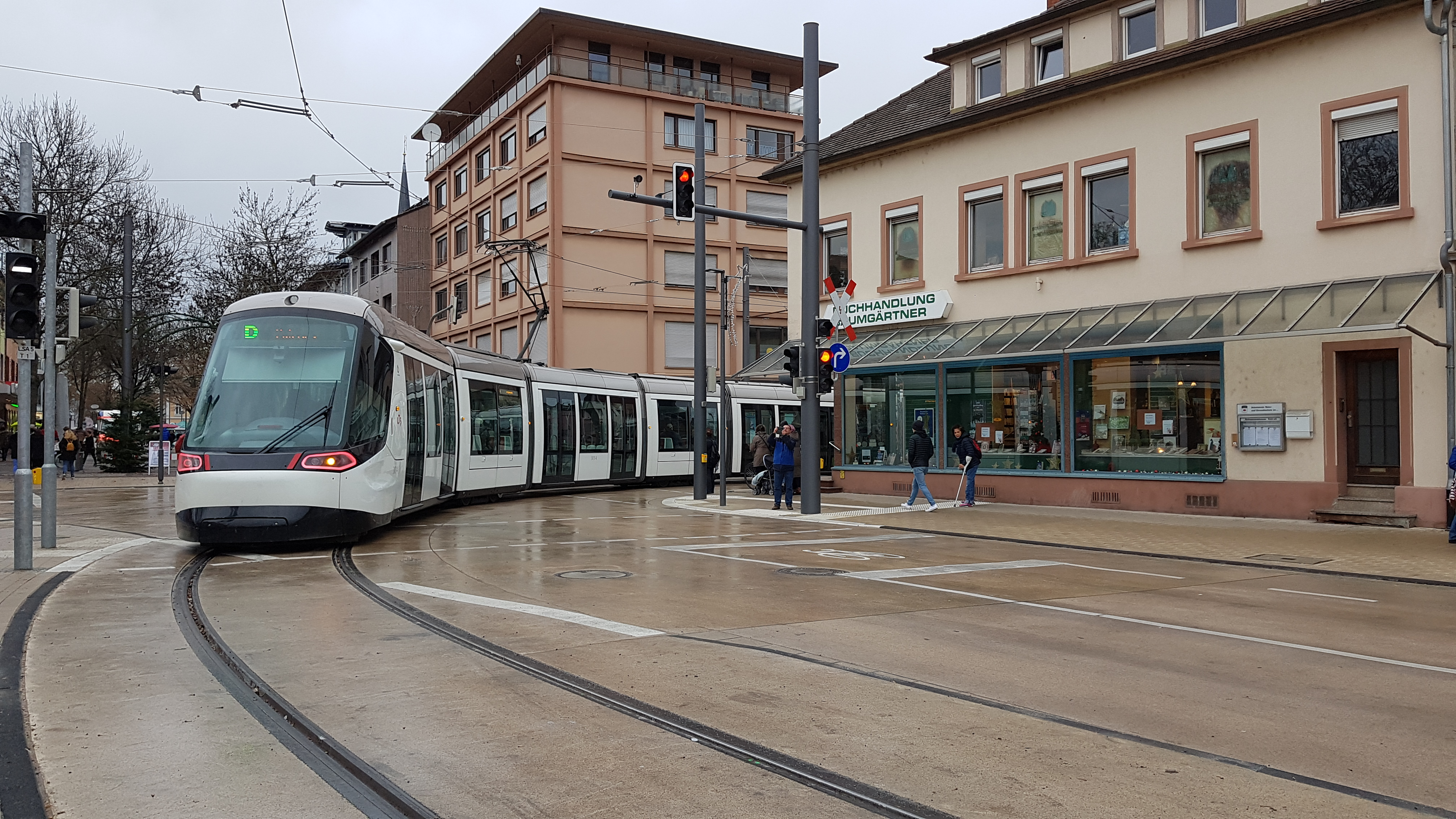
Rame Citadis II quittant la station Kehl Rathaus en utilisant ses clignotants

Tenant compte de la longueur de la ligne de 10,4 km, la vitesse commerciale s'établit entre 18,7 et 19,8 km/h.

### Matériel roulant

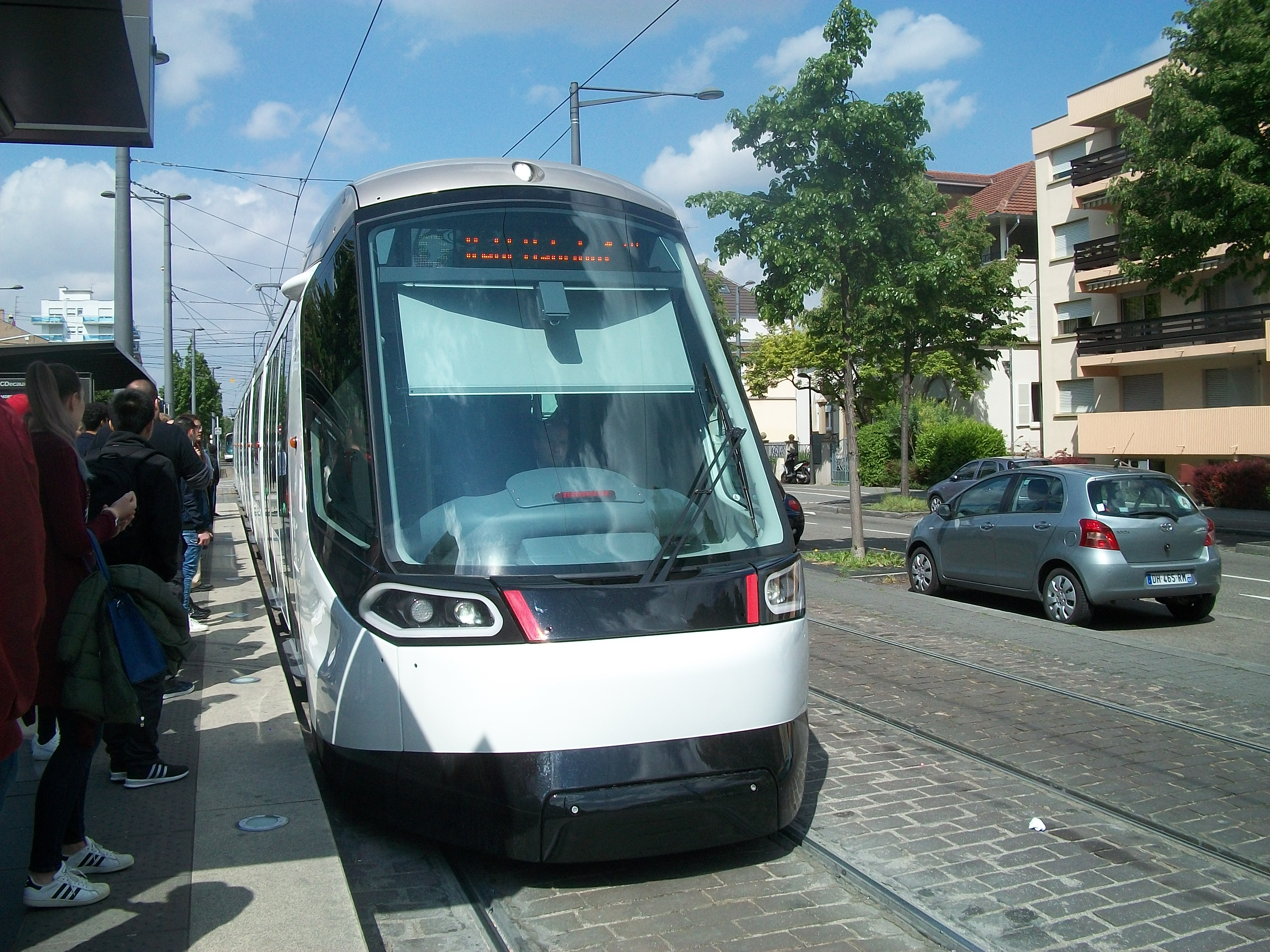
Rame Citadis II circulant sur la ligne D

Les rames de la ligne D du tramway de Strasbourg sont uniquement des Citadis 403, de 1re et de 2e génération, ces dernières étant les seules rames du réseau homologuées pour circuler en Allemagne.

### Circulation en Allemagne
Les trams qui franchissent la frontière sont soumis à la réglementation allemande qui les oblige notamment à utiliser leurs clignotants à chaque changement de direction. Les rames Citadis de 1re génération n'en possédant pas, elle utilisent quant à elles leurs feux de détresse.

### Tarification et financement

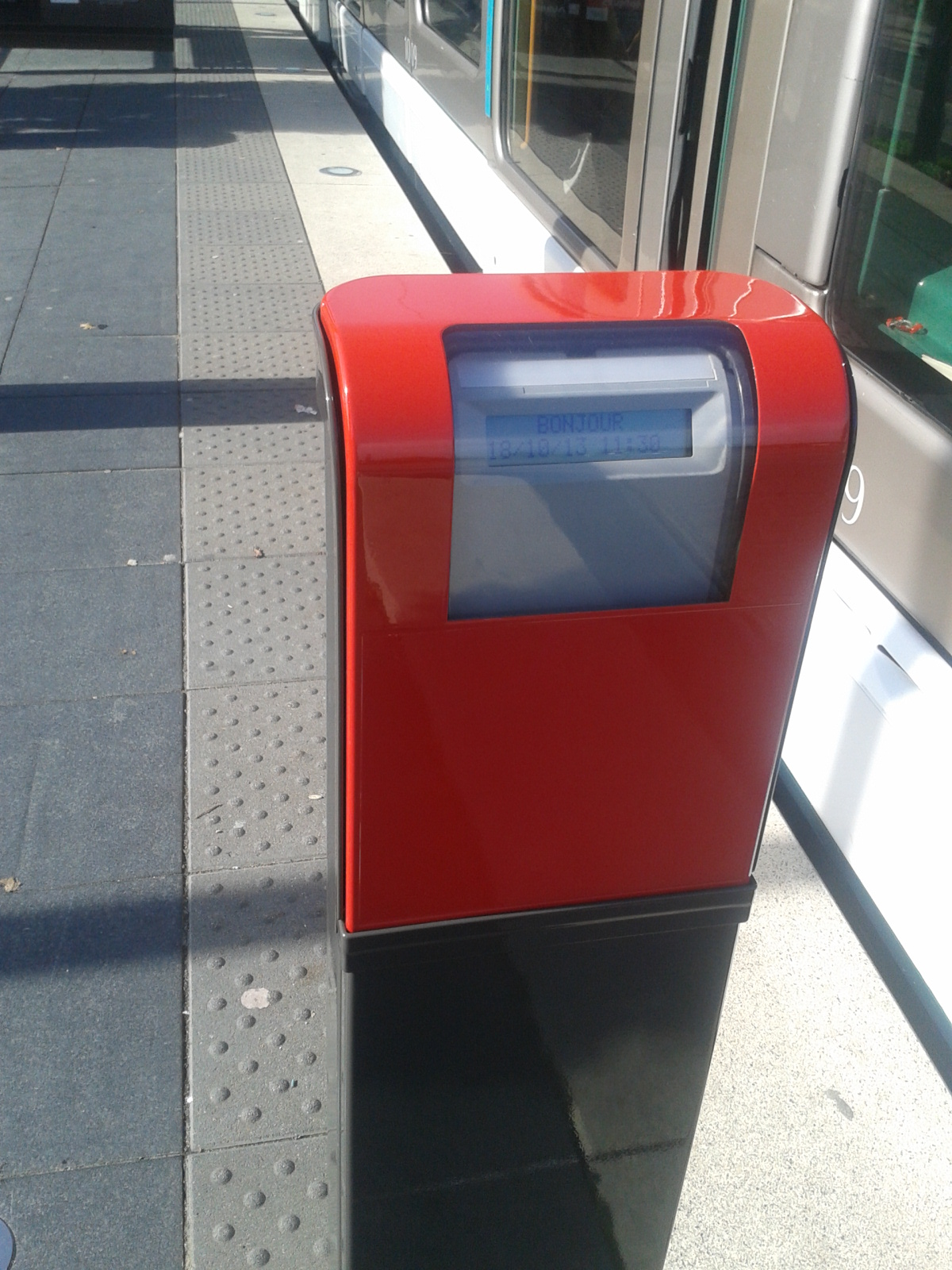
Valideur de titre de transport.

La tarification de la ligne est identique à celles des autres lignes de tramway et des réseaux de bus urbains exploitées par la Compagnie des transports strasbourgeois (CTS) et accessible avec les mêmes abonnements. Une particularité de cette ligne et d'être accessible avec un abonnement allemand TGO, mais uniquement sur cette ligne, car cette ligne dessert la ville allemande de Kehl.
Les tickets et abonnements peuvent être achetés dans des distributeurs automatiques présents dans les stations, sauf s'ils incluent la place parking-relais.
Le financement du fonctionnement de la ligne, entretien, matériel et charges de personnel, est assuré par la Compagnie des Transports Strasbourgeois (CTS).

### Conséquences économiques
Les débitants de tabac disent souffrir de cette extension de la ligne D du tramway, en raison du prix du tabac moins cher en Allemagne et réclament la tenue d'une table-ronde pour lutter contre les achats transfrontaliers. Afin de faire entendre leur cause, ils ont notamment décidé, en novembre 2017, de boycotter la vente des titres de transport de la Compagnie des transports strasbourgeois (CTS).

## Etapes des extensions
À l'instar du prolongement de la ligne B vers Lingolsheim, l'extension à la gare de Kehl ouverte en 2017 constitue un prémisse à l'urbanisation de nouveaux quartiers. Les stations Citadelle et Starcoop prévues entre Aristide Briand et Port du Rhin, ne seront ainsi mises en service qu'à plus long terme, avec l'urbanisation planifiée des zones environnantes. Cela constitue un rare cas où l'infrastructure de transport en commun précédera l'urbanisation d'un quartier, le principal autre exemple français étant la ligne A du RER sur sa branche de Marne-la-Vallée.  
Le 23 novembre 2018, a eu lieu la mise en service de la seconde phase de l'extension de la ligne D en Allemagne, jusqu'à la mairie de Kehl.
Citadelle a été finalement mise en service le 20 septembre 2019 et Starcoop le vendredi 17 mars 2023.
Il n'y a plus d'autres projets en cours sur la ligne D, le principal enjeu étant désormais de proposer une meilleure répartition des flux qui vont aller croissant avec la création d'une gare ferroviaire dans le quartier Starcoop (projet du REME). Une correspondance devrait s'effectuer ainsi à chaque bout de la ligne avec la ligne F en extension : aux stations Poteries et Port du Rhin.